# 超人迪加

超人力霸王迪卡图标

《迪迦奥特曼》，是由日本圓谷製作的《超人力霸王系列》特攝作品，於1996年（平成8年）9月7日至1997年8月30日期間每週六下午6時在MBS電視台、TBS電視台首播。
本作的標語為「超人力霸王再進化！依據敵人特徵變身為3種型態的超全能戰士！」（ウルトラマンはさらに進化！敵の特徴に合わせて3タイプに変身する超マルチ戦士！）

## 概要

### 特色
本劇內容為描寫人類組織為了防禦怪獸而成立的隊伍「G.U.T.S」以及從沈睡中甦醒的超古代光之巨人「超人力霸王迪卡」的活躍故事，同時本作為《超人力霸王80》播畢後15年，及紀念《超異象之謎》、《超人力霸王》30周年，站在創造即將到來的21世紀多媒體的視點上所精鍊提純出來的「新系列作品」。
本作是首次引入「形態轉換」設定的作品，並且是具有不同能力的三種形式。每種類型都是同一外貌不同的體色變化，而这种模式是制片人笈田雅人與包含萬代在內的贊助商，在開發玩具而促銷售額的推動下而成立，且也希望超人力霸王的既定形象能有創新。

### 製作
《迪卡》首次摒棄了昭和系M78星雲光之國的設定，使用了「新宇宙」的形式，開創了「Neo Frontier Space」世界的多元時空概念作為構成。
该作最初曾以《世界最初的超人力霸王》的企劃，構思出630億年前的宇宙時空里野性光之巨人穿越到近未來地球的概念，而最終此企劃案因以實現而被擱置，但其中的某些元素被保留下來，並在首席編劇小中千昭以下多人的共識下，更改為超古代文明等元素，並於故事背景加入宗教特徵的要素，尤其在最終三部曲的劇情加入少許克蘇魯神話元素，對於超人力霸王的定義概念則成為光的集合體，除了是超古代文明的守護者外，更是人類的希望，且為了保護即將進入新時代的人類而復活。
特攝場景和過去的技術相比，使用了相比于前作《電光超人古立特》當時較先進的電腦成像CGI合成技術，而增加了較為進步且更加逼真的特效。此外在超人及怪獸戲服的製作層面也有重大的改良。
在選角方面，為了能塑造出與過往昭和作品主角不同，具有時下清新性格的俊美青年主角，在毎日放送的製作人丸谷嘉彦與傑尼斯事務所的交渉下，最終則選定由事務所旗下偶像组合V6的成員長野博擔當主演。以往歷代劇集因受限於製作預算，以致通常都挑選新人，直到節目走紅後才藉以躍升至一線演員，因此本作選定於電視上密集曝光的現役青春偶像來出演特攝影集，在日本影史中則是首例。同時為了反映女性進入社會體系的現象，且能傳達出性別平等，強調多元履行職責的基礎，主角所屬的防衛部隊中設置了性格較為鮮明的兩名女性角色，一位是負責領導且綜合素質極高的女性隊長，該角色由高樹澪飾演，另一位則是地位僅次於主人翁的女主角，該角色由1966年劇集《超人力霸王》主角早田进演員黑部進的女兒吉本多香美飾演，父女兩代皆與超人力霸王系列作品結緣，也蔚為話題。
由於長野博在拍攝期間要同時進行V6的活動，造成參與演出的行程需要調整，结果在前期集數中的出場場景較少，卻使劇組有充裕的時間去描繪關於劇中其他人物的刻畫。此外，作品內對於深刻批判貼合時代環境的社會問題、科學與倫理、道德人性本身所引發的災難等多元化格局的劇情，也為作品塑造出不同的看點。此外播出之初，毎日放送僅與圓谷製作所簽訂了半年播映期的合約，但在1996年10月左右，又簽訂延長2季，湊成播映至次年8月底之前的一年檔期。
配樂部分則是由矢野立美擔當，在主題曲部分則擺脫以往童謠的風格，改由V6的「TAKE ME HIGHER」為片頭主題曲，這首歐陸節拍舞曲則是由義大利音樂家戴夫·羅傑斯所製作。
片尾曲《Brave Love, TIGA》是由以演員岸谷五朗為首，由多位知名歌手與藝人所組成的慈善團體「地球防衛團」所演唱，原本最初有計劃從中期替換成新片尾曲，但因為該曲的反應極佳而告取消。

### 影響
本作在播出後受到兒童及其父母等廣泛年齡層的歡迎，被視為《超人力霸王系列》的復興之作，從而促成了下一部作品《帝納》作為續集製作，然而，萬代想要通過這部作品提高超人力霸王相關產品達到「200億日元規模」的意圖則落空了，超人力霸王相關產品在1996年和1997年的銷售額分別為146億日元和147億日元間。其中長野博在本作的演出，則拉攏兒童以外的青年觀眾，對於推動日後平成時期特攝劇集，如假面騎士系列和GUNDAM系列等風潮上佔有很大的貢獻，1997年9月起，其續作《超人力霸王帝納》播映，由於與後續兩部作品《帝納》、《蓋亞》在作品上的創新及突破，被稱為「平成三部曲」或「平成初期三部曲」。
1998年，本作於第29屆星雲獎電影·表演·多媒體部門獲獎，也是超人力霸王系列中首次獲得此獎項的劇集作品。
繼電影版《帝納：光之星的戰士》和《蓋亞：超時空大決戰》的客串演出後，2000年，圓谷製作了電影版《超人力霸王迪卡：最終聖戰》並在2008年再度邀請長野博主演，以迪卡為主角的電影《大決戰!超人力霸王8兄弟》上映。至今，《迪卡》仍在全系列之擁有極高人氣，在2013年圓谷主辦的《超英雄大選》中，該部作品被選為第一名。而在2021年，圓谷再次採用了此部作品的的概念和背景，宣布將播出以《迪卡》為基礎的令和版全新作品《超人力霸王Trigger》，同年9月7日，即《迪卡》25週年紀念日時，圓谷官方則宣布於旗下平台「TSUBURAYA IMAGINATION」進行復播，僅在日本當地播映
。
2022年，在NHK BS Premium所主辦的《超人力霸王大票選》中，「迪卡」在投票中被選為人氣英雄角色第一名。
在美國，該系列的英文配音由4Kids Entertainment製作。

### 中國大陆地區下架事件
2021年9月24日，騰訊、愛奇藝、BiliBili、優酷等中國各大影視網站，將《迪迦》從網站下架，豆瓣則將《迪迦》條目刪除，相關話題一度登上微博熱搜榜第一。在此事發生之前的2021年4月6日，江蘇省消保委就曾稱劇中出現的“日常打怪獸情節外，還涉及到持械毆打、多人恐嚇、縱火爆炸等暴力情節，下架當日，江蘇省消保委稱此舉為“相關平台的自主行為”。
而優酷工作人員則表示，因「內容調整優化」暫無法觀看。24日晚，國家廣播電視總局表示支持播出優秀動畫片，堅決抵制含有暴力血腥、低俗色情等不良情節和畫面的作品上網播出。9月27日，各網站逐步恢復《迪迦》，不過上架後的版本存在刪減，其中一集最長被刪30秒。
但也有一种说法是网友发现女主演员之一的吉本多美香曾经会见达赖喇嘛并支持藏独所以被举报，删减内容则是关于吉本多美香的主要戏份。

## 故事大纲
三千萬年前的人類已經存在，並發展擁有高度科技的超古代文明，而「超人力霸王迪卡」則為當時造訪地球的光之巨人。但在經過了人類的光暗戰爭之後，超古代人類自己選擇了滅亡的道路，迪卡等其他光之巨人尊重人類的選擇，身體則變成了石像形態封於金字塔內，而靈魂則化成光離開地球。
2007年，人類迎來了新的時代，地球不再有侵略和戰爭，期盼已久的和平終於到來了，
隨著怪獸哥爾贊（日語：ゴルザ）出現，其後一顆隕石墮落地球，隕石中的居然是一個立體投影裝置，裝置所投影出的人自稱是超古代时期的地球警備隊隊長、人類祭司尤紗蕾，並預言「大地的怪獸」哥爾贊及「天空的怪獸」美爾巴的出現，果然其後馬上出現。
根據尤紗蕾的預言，可以消滅這兩隻怪獸的只有迪卡。 當GUTS的隊員調查位於東北地區的「迪卡之地」並發現了三位巨人雕像後，GUTS隊員「圓大梧」因繼承了超古代人的遺傳基因，在怪獸摧毀遺跡時，意外變成了光...成為化身超人力霸王迪卡的人選，在戰鬥後，對自身抱持著疑問的大梧感到不解，對此尤紗蕾則向他說道：
|  | 因为你既是光，也是人类。 |

此後，大梧則開始以迪卡的秘密身份與GUTS的眾人保護著地球的和平，並在戰役中開始思考著迪卡為何要戰鬥的意義....

## 本作登場的超人力霸王

### 超人力霸王迪卡
本作登場的超人力霸王戰士，在三千萬年前的超古代時期到訪地球，曾為了對抗黑暗威脅而拯救超古代的光之巨人，並非是地球出生的超人力霸王，但與迄今為止出現的許多戰士不同，其確切的起源地是未知的。當在三千萬年後，迪卡之地（ティガの地）的石像被哥爾贊及美爾巴摧毀後，剩下的一尊，因繼承了「超古代人」遺傳基因的GUTS隊員圓大梧化成了光，迪卡軀體成功復活，此後迪卡一直以圓大梧的身份在地球上活躍。劇中的迪卡並不存在任何的本尊意識。控制這具身體的人則為大梧。
另外，迪卡的存在也預示著：「當光響應人們的願望後，留在這個地球上的守護神，與居住在所有人體內的「光」的結合。當那個人的光與石像的巨人合二為一後，光之巨人就誕生了。」的存在。
- 變身者：圓大梧、阿姆伊、圓翼（後兩者均為暫時）
- 身高：53公尺（基本型態）/ 120公尺（閃耀型態）[36][37][38]
- 体重：44000噸（基本型態）/ 100000噸（閃耀型態）[37][5]
- 年龄：未知
- 活動時間：3分鐘[39][40]
- 特別能力：可瞬間移動，隨著距離增加能量消耗，距離上限即為能量上限。

其名字「迪卡（TIGA）」一詞，意為印度尼西亞語和馬來語中神聖的數字「3」。在劇中其他候補的選名中，曾包含宗方提出的「山丘巨人」（マウンテンガリバー），後來則在大梧的建議下（實際上為大梧透過尤紗蕾事先得知）定名為「超人力霸王迪卡」。

#### 背景設計、經歷
隨著劇情的推進，圓大梧在尋找作為自己為何戰鬥的原因時，也得知了超古代時期，人類因齊杰拉花朵的花粉所迷惑選擇滅亡後，包括迪卡在內的光之巨人無法干涉人類的選擇，將自己的身體隱藏在巨大的金字塔「迪卡之地」後，便還原成光的形態離開了地球，最終邪神卡達諾佐亞帶著毀滅的黑暗降臨，將超古代文明徹底毀滅的真相。
直到在最終話中，隨著人類「那發自於內心的光芒」令大梧獲得了力量，迪卡最終化身成閃耀迪卡擊敗了邪神卡達諾佐亞，然而大梧也因此失去變身迪卡的力量，並選擇以人類的身份邁向新的時代。
在電影版《超人力霸王帝納：光之星的戰士》再度登場時，由於此時的時間線距離本傳結束約有多年，因此此時已被譽為曾經拯救世界的傳奇英雄，並被這個時代的人們所銘記。在該故事後期，當眾人發自內心光匯聚成一個力量後，這個希望的具現體「超人力霸王迪卡」則再度現身並拯救了帝納。戰鬥結束後，迪卡將身為人的希望之光傳遞給身為「光之繼承人」的帝納，再度消失在眾人面前。
其他宇宙
在《超人力霸王X》的世界觀中，曾出現了超人力霸王迪卡的異次元同位體，其石像與神光棒在位於秋田縣一座金字塔形的古代遺跡「婆羅慈」被發現。

#### 設計
迪卡的外觀設計是由角色設計師丸山浩所設計，最初提出的是以純黑色的身體顏色，最終變成傳統的紅色和銀色型態的想法為發想，最後在定案中則拍板以編劇右田昌萬所提出，根據能力不同而變換顏色的方案，並在複雜的裝飾花紋中，以「削減構想」的形式進行簡潔，使整體塑造的形象變化更加完善，在主體的輪廓上也更加清晰。此外，身形紋路的設計將主要採用紅色、紫色和銀色三種顏色，並非是過去許多超人力霸王戰士使用的紅色和銀色。這些元素將在後續的平成超人力霸王系列中持續沿用。

#### 變身器
- 神光棒（スパークレンス）

能使圓大梧變身成迪卡的道具，在第1話大梧和迪卡石像合為一體並打敗怪獸後，出現在大梧隊服的左胸袋中。有著水晶及大理石般的材質，其上端有著和迪卡胸部防護甲相似的部分，是變身時發光的鏡片覆蓋的部分。
通常變身之時會逆時針旋轉神光棒，手再舉向天空、 隨即神光棒頂部的尖端會左右展開，放射出絢麗的光芒將大梧包圍，完成變身。
根據場合不同會省略姿勢，在第43話中有時會發出蒼白的光芒，可能是因為對熊本市的巨人石像做出了反應，後被柾木慶悟奪走用光粒子轉化器來編入自己的基因。在最終話最後一幕中，當大梧在擊敗邪神卡達諾佐亞後拿出神光棒時，此時的神光棒已是石化的狀態，當他把它遞給麗奈後，神光棒則化為粒塵便消失無蹤。
變身姿勢是由飾演大梧角色的長野博構思的，該用意是令孩子們有著可以輕鬆模仿的簡單變身姿勢。
- 青銅神光棒（青銅のスパークレンス）

在外傳《超人力霸王迪卡-远古复苏的的巨人》登場，青銅材質的神光棒。
主體大部分呈綠色，花紋為鮮紅色，且造型上比火花棱鏡要大，劇中稱呼為“遠古的神器”（遠古の神器）。

#### 型態變化
超人力霸王迪卡能夠根據戰鬥採取三種形式的力量。這種變種能力不同於所謂的「能力進化」，而是「類型變化」的特殊能力，能夠充分利用模式變化，來對於與敵役戰鬥進行全方位的技能。這個設定在往後的作品均得到了繼承。
- 全能型（マルチタイプ）

迪卡的基本型態，身体线条为红紫金银四色，善於與各種光線技術和武術格鬥的戰士。
拥有平衡的力量和速度。能使出不同光子射線，如威力極強，兩腕在前方交叉後，向左右展開收集能量，再組合成L字型放出的哉佩利敖光線（ゼペリオン光線）。雖然能轉變型態，但综合来说多重型態在敏捷、強力相比是较為全方位的形态，也是登场次数最多的一種形态。
在《最終聖戰》中，則設定是由黑暗巨人卡蜜拉、达拉姆、希特拉的部分黑暗力量，以及迪加本身的黑暗力量所转化的光之形态。
- 飞行速度：5马赫[32]
- 奔跑速度：1.5马赫[32]
- 水中速度：1.5马赫
- 潜地速度：1.5马赫
- 跳跃力：800公尺[32]
- 握力：50000吨

- 天空型（スカイタイプ）

迪卡的敏捷型態，紫色為主色及以跳躍和速度爲主，是身手敏捷的战士。在TV版一共出場約為11次，同時也是歷代首次登場不以紅色為主調的戰士型態。
能在空中进行高速飞行，所以非常擅長空戰。但該型態不適合對付力量型的對手以及不擅於應付複數敵人，所以實際使用這形態的局面不多。
在《最終聖戰》中，則設定是吸收了黑暗巨人希特拉的力量所形成的形态。
- 飞行速度：8马赫[32]
- 奔跑速度：2马赫[32]
- 水中速度：2马赫
- 潜地速度：2马赫
- 跳跃力：1200公尺[32]
- 握力：30000吨

- 力量型（パワータイプ）

迪卡的強力型態，以紅色為主色，以力量和爆發力爲主的強力戰士。
在TV版共出現約22次，是三形态不借助任何力量時攻击力最强大的形态。擁有著繁多的投技，摔技，威力不小的光線技。
能用难以言表的怪力與怪獸對戰，但是由于速度减慢，對付身手敏捷的对手时則会陷入苦战。
在《最終聖戰》中，則設定是吸收了黑暗巨人达拉姆的力量所形成的形态。
- 飞行速度：3马赫[32]
- 奔跑速度：1马赫[32]
- 水中速度：1马赫
- 潜地速度：1马赫
- 跳跃力：500公尺
- 握力：80000吨，全力120000吨[32]

- 閃耀迪卡（グリッターティガ）

迪卡的奇蹟形態，雖然外型與複合型無異，但一開始變身成該型態時會發出一道金色光芒（光芒則是來自全世界相信迪卡的孩子們心中的光）。具有无法估算的攻击力和防御力，曾在剧中连续使出多个必杀绝技并使用最终的必杀技打败了黑暗支配者卡達諾佐亞以及笼罩在地球上的黑雾。
在電影版《最終聖戰》的設定中，敗於暗黑超魔神迪莫杰厄後由無數超古代戰士石像所散發的光芒融入死亡的迪卡體内，最終再次登場此形態，
擁有無法抵禦並壓制一切的攻击力且免疫一切光線技能的能力，可以使出強大的閃耀哉拉提斯光線，劇中表現擊破888公尺-無限大的迪莫杰厄的餘波击沉了拉萊耶。
- 飛行速度：無法計算[54]
- 奔跑速度：無法計算[55]
- 水中速度：無法計算
- 潛地速度：無法計算
- 跳躍力：無法計算
- 握力：無法計算

其他登場的型態

#### 在其他作品的登場
本傳後世界觀
- 回歸
- 《超人力霸王帝納》: 第49話・50話・最終話（僅圓大梧登場）

迪卡僅於第1話和第2話被提及，在第49話以石像紀錄片段形式出現。
此外在此作中，包含GUTS，TPC以及劇中的的角色及怪獸以客串形式於劇中再度登場。
- 《超人力霸王迪卡&超人力霸王帝納:光之星的戰士》（1998年上映）

電影中復活的迪卡並非大梧的變身，而是全世界相信奇蹟的人們所擁有的光，從迪卡人偶中誕生的“人心之光的集合體 ”。
- 電影版
- 《超人力霸王迪卡：最終聖戰》（2000年上映）
- 外傳
- 《超人力霸王迪卡-远古复苏的巨人》（OV版，2001年播映）
- 《超人力霸王迪卡-致以光的孩子们（日语：ウルトラマンティガ〜光の子供たちへ〜）》（OV版，僅在2001年天文館放映）
- 平行宇宙
- 《大決戰!超鹹蛋超人8兄弟》（2008年）[56]

在其他作品的登場
- 《超人力霸王蓋亞 超時空之大決戰》（1999年）
- 《新世紀超人力霸王傳說》（2002年）
- 《新世紀2003超人力霸王傳說  THE KING'S JUBILEE》（2003年）
- 《超人力霸王銀河》（2013年）: 第5、6話和10話。
- 《超人力霸王銀河S:決戰！超人10勇士！》（2015年）
- 《超人X大電影 我們的超人來了》（2016年）: 異時空同位體。
- 《超人力霸王Trigger》: 第1話、第9話和19話。（2021年）

網路劇集
- 《超級銀河格鬥 命運的衝突》（2022年）（以幻象形式登場）

### 迪卡之地的石像
僅餘第1話「光之繼承者」登場，共有兩座無名石像，同和迪卡是三千萬年前的超古代戰士，目前尚無任何資料表明這兩座石像的身份。在還原成光的形態離開地球前。將軀體隱藏日本東北地區山區的某處的巨大的金字塔中。
在3000萬年後，在哥爾讚及美爾巴的襲擊下，導致這兩座無名石像因此完全性毀滅，倖存的迪卡因此成為保護地球的最後一位超古代戰士，而殘存的巨人石像碎片則被T.P.C采集。在後續作品《超人力霸王帝納》第49話和外傳《遠古復甦的巨人》中，曾再度被提及。
在該系列的早期計劃階段，這兩尊石像是當初造型公司將迪卡的三種擬議設計以製成泥塑雕像的形式作為提案，當選擇了迪卡的當前設計時，其他兩種方案則是被保留，並在拍攝時用來作為陪襯的巨人像使用。
此外，最初原案還曾在金字塔中設置有五個石像，而不是三個雕像。當其中兩個石像被哥爾讚及美爾巴壓倒時，另外兩個石像則會與迪卡融合，並以提供其切換型態的能力。

### 邪惡迪卡
本作中首次登場的邪惡超人力霸王戰士，在劇中並沒有透露其本名，而被眾人稱作「另一個巨人」，在設定上擁有與迪卡匹敵的戰鬥力。本尊曾是三千萬年前的超古代戰士，在第44話首次登場時，被柾木發現與同伴蓋迪以石像形式藏於熊本市地底的某處。
在柾木利用自行發明的「光基因轉換器」和搶來的神光棒後，強行將自己與石像融為一體，由於抱著錯誤的態度變身，因此柾木在全身閃耀出白色光芒巨大化後，隨即暴走失控成為完全邪惡的戰士，巨人本身並無本體意識，而是以柾木的意識行動。當在與迪卡戰鬥時，殘忍的殺害阻止作惡的超古代狛犬怪獣蓋迪。然而由於柾木的過於自大導致能量極度消耗，最終巨人被迪卡使用融合細胞轉換光束的光線消滅。變回人類的柾木慶悟也因重傷而遭到逮捕，蓋迪的遺骸則被迪卡送到宇宙。
此後，巨人殘骸的數據則秘密被TPC回收，並促使日後F計畫與《帝納》人造超人的誕生，此超人外觀設計是由角色設計師丸山浩所設計，採用當初迪卡設計的NG版造形案。（原名：替身迪加（オルタナティブティガ））
- 變身者：柾木慶悟（均為暫時）
- 身高：54公尺[61]
- 体重：44000噸
- 年龄：3000萬歲以上
- 活動時間：3分鐘

## 本作登場的防衛組織

### T.P.C
地球和平联合组织（T.P.C） 
全名「Terrestrial Peaceable Consortium（地球平和連合）」是20世紀末，以聯合國秘書長澤井聰一郎的提倡為開端，世界上的科學家團體協力設立的超越國家範圍的組織。
為過去將聯合國轉變為國際維和組織世界和平聯盟（世界平和連盟）後，與增設的IEPF（國際環境保護連合）、WUSRO（世界先端科學研究機構）、NSDA（宇宙新開発事業団）合併構成，於2005年成立，並以「地球，應該是一顆更為和平與美麗的星球」「地球、より平和で美しい星に」的標語為理念，在世界範圍的試點以維持永久和平作為目的。
但是在重度異變到來的時代，原本為防禦組織的TPC被加強成為具備作戰能力的軍事武裝組織，並旗下設下多項支部。過去曾解體的「地球防衛軍UNDF」也被此收納在它旗下，基本上除警務局的小型武器以外沒有其他武裝。
T.P.C在世界各地皆設有支部，主要為北美支部（佛羅里達州）、南美支部（聖地亞哥）、歐洲支部、西亞支部（加德滿都）、非洲支部（阿迪斯阿貝巴）和南太平洋支部（茂宜島）。此外由於宇宙殖民的因素，在月球設有迦羅瓦基地，及三角洲宇宙空間站。。

#### 關聯機關
- TPC最高司令部
- TPC参謀本部
- 全球無限任務班G.U.T.S
- 飛行員學校
- 醫療中心
- 自然科學中心
- 未来科學中心
- 海洋開發中心
- 宇宙開發中心
- 宇宙観測中心
- 地震観測中心
- 生化学研究所
- 生物工学研究所
- 生物学研究所
- 情報局
- 科学研究局
- 科学局
- 警務局
- 医務局
- 宇宙開発局
- 海洋調査班
- 氣象班
- 廣播班

#### T.P.C遠東基地
T.P.C在日本千葉縣的房總半島沿海建造，巨大的中樞設施基地，距離東京大約720公里。
於2001年興建，曾是地球防衛軍UNDF日本支部因想在外敵入侵時保護日本，而著手建立的海上本部基地，該組織解體後由澤井總監接手而改組，基地總約有3,000名員工，包括頂層的GUTS操作指揮室，總控制室，會議室，私人房間，娛樂設施設備，其中也設有機庫機庫和戰機維修場，用於開發和維護各種戰機和軍事設備，此外警察局，科研局，新聞局，醫療局等部門也設置在此基地。基地平時呈現金字塔型，結構整體從海平面延伸到海底。當座駕機、戰艦等設施出發時會展開裝甲，從上部的作戰司令室進行管制。
在第51話中，該遭到邪神卡達諾佐亞的攻擊而受到破壞，最終於《最終聖戰》期間重建完成，在2015年以後，該設施則作為T.P.C的航空司令部使用。

### G.U.T.S
本作登場的防衛隊，全名為「Global Unlimited Task Squad」（全球無限任務團隊），其總部設置在遠東基地，2006年創建。是由七位專家所組成的特別調查行動小組簡稱。
G.U.T.S原本是一個背離地球防衛隊概念的非武裝小隊，是過去澤井提出組建一支以「超自然現象」為主要的專家團隊的提案，因此隊中有各種精通語言學、物理學、電腦技術等跨技術領域的科學家，旨在應對和調查覆蓋地球的「超自然現象、神秘事件和疑難事件」，並設法提供有效的攻擊手段。
2007年，隨著怪獸的出現，其小隊被解除了武裝禁令，並配備武器・裝備以提供攻擊怪獸及進行任務為目標。其小隊出動的條件開始朝向「只有造成災害的怪獸以及地球外生物的侵略」為理念。再進行任務時也會使用戰機和戰車支援迪卡。儘管根據TPC的理念，G.U.T.S的裝備只允許作為災難因素用於對抗來自地球之外的怪獸和入侵者，絕不能用於人類之間的衝突。因此有一些成員對於軍武上的立場感到困惑和懷疑，之間經常爆發相關討論。在主線故事中，G.U.T.S擁有相當數量多數擊敗巨大敵役的記錄。
隨著新邊疆時代的到來，G.U.T.S在2014年解散，此後該防衛組織的地位則由SUPER G.U.T.S取代。在《帝納》中，原有的成員曾與SUPER G.U.T.S一同聯手消除索菲亞的威脅。

### 武器・裝備
G.U.T.S
武器
- G.U.T.S Hyper（G.U.T.S ハイパー）

G.U.T.S隊員在作戰時使用的手槍。
可發射紅色激光，一發彈匣大約可發射50次，威力巨大。
戰機
- GUTS Wing 1號機（ガッツウイング1号）[71]

G.U.T.S的小型高性能量產戰鬥機，2004年研製完成，是使用效率噴射發動機系統——W.I.N.G.系統運作，14公尺。主要為2人駕駛，1人為駕駛員，後1人為武器操作員。
在地球上以5.5馬赫的速度飛行，在宇宙則可以以6馬赫的速度飛行。武器為激光炮及導彈、機載水雷。
在進攻怪獸和輔助迪迦戰鬥有不可或缺的作用，有時成為扭轉局面的關鍵所在。
在新邊疆時代仍持續服役中，該機已作為SUPER GUTS的訓練飛機和組織戰鬥機使用。
- GUTS Wing 2號機（ガッツウイング2号）

G.U.T.S的大型高性能戰鬥機，2004年研製完成，使用效率噴射發動機系統——W.I.N.G.系統運作，29公尺。主要為4人駕駛，即使機動性不及飛燕1號，但配載的火力則相當強悍。
在地球上以3馬赫的速度飛行，在宇宙則可以以4馬赫的速度飛行。能夠垂直起飛和降落，除了激光炮及導彈外，還能配備能發射超光子激光束的迪西斯光線炮。
在新邊疆時代已退出第一線。仍持續在T.P.C遠東基地（改為航空司令部基地）服役。
- GUTS Wing EX-J（ガッツウイングEX-J）

G.U.T.S後期研製出的大型分離戰鬥機，使用效率噴射發動機系統——W.I.N.G.系統運作，30公尺，戰鬥時可分為α號、β號兩部分戰鬥，主要為4人駕駛。第41話初登場。
β號是1人駕駛的高速戰鬥機，飛行速度25馬赫，武器為激光炮及「超級熱焰光線（hypermeltgun）」。α號由4人駕駛，武器為激光炮及「超級冷凍光線（hypercoldbeam）」。
在新邊疆時代仍持續服役中，並隸屬於TPC的西亞支部。
- GUTS Wing 0號（ガッツウイングゼロ）

G.U.T.S的小型高性能量產戰鬥機，使用效率噴射發動機系統——W.I.N.G.系統運作，擁有和1號一樣的性能，是TPC飛行員學校ZERO採用的訓練機。
於電影版首次登場，有教官機與學員機兩種，教官機的塗裝為銀色，而學員機為黃色，與原版的GUTS Wing 1號機極為接近。
- 白雪公主（スノーホワイト）

由GUTS Wing 1號機改造而成的實驗機，用來測試TPC科學家八生納判研發的麥格斯動力系統，18公尺。第19話初登場。
主要為2人駕駛，在大氣層內飛行速度為8.5馬赫，在宇宙中可以達到65.5馬赫，由於裝備了麥克斯動力系統而沒有多餘的武器空間，只裝載了五發超強尖峰彈。
- 藍色龍捲風（スノーホワイト）

TPC美洲支部以GUTS Wing系列為藍本開發，實用性良好，以高速著稱的戰鬥機。
受次在第35話TPC擴軍會議中以視頻的方式出場。在第51話被北美支部用於對抗超古代先兵怪獸佐加但失敗，悉數被擊落。
在新邊疆時代仍持續服役中。
- 紅龍（ガッツウイングクリムゾンドラゴン）

TPC歐洲支部以GUTS Wing系列為藍本開發，裝備有重火力的戰鬥機。第35・50話登場。
除了與勝利飛燕1號相同的尖鋒炮外還搭載了荷電粒子炮，但速度上有所降低。
在新邊疆時代以索菲亞入侵事件為契機，在各大空間站配置了火龍號飛行小隊好加強防禦力量。
- 亞特蒂斯號（アートデッセイ号）

由TPC科學家八生納判開發，使用麥格斯動力系統的巨型航空母艦。150公尺，於第19話首次登場。
主要為11人駕駛，其內部可配備GUTS Wing 1號機、2號機及許多其他裝備。而且其可以容納TPC遠東支部基地所有的工作人員。
在當初開發的時候曾險些被哥布紐摧毀；而機械生命體法伊巴斯也曾入侵操控亞特蒂斯號毀滅東京。
在第50話和最終話邪神卡達諾佐亞入侵的時候，亞特蒂斯號用來作為TPC基地的臨時指揮點。
在新邊疆時代已退役。
車輛
- 夏洛克車（シャーロック）

G.U.T.S主要用於巡邏的特種高速汽車。
可乘坐2人，有著時速500公里的驚人速度，車底後部配備著可滑動的螺旋炮，可以攻擊陸地上的怪獸。
- 德拉姆車（シャーロック）

G.U.T.S配備著大馬力發動機，可乘坐4人的四輪驅動特種汽車，為雪佛蘭開拓者的改造版。
即使路面崎嶇，最高速度也可達到時速500公里，車身後部則裝備代格納激光炮。
- 斯特加（オートスタッガー）

堀井研發的超級戰鬥摩托車，共有1號機和2號機兩款類型。
最高時速可達300公里/時以上。
- 皮帕坦克（ピーパー）

由樫村麗子研發，用車體前部的特殊鑽頭在地下旋轉來前進的小型高性能坦克。
長14公尺，可乘坐4人，配備著專門對付怪獸而裝備的高熱激光和冰凍激光。
- 杜魯凡-202（ドルファー202）

小型萬能潛水艇，可乘6人。是根據豐富潛水艇經驗的T.P.C警務局長官吉岡徹治的設計理念所製造。
具有在20000公尺以下的水下自由活動的高性能，配備著超導電性的引擎，能高速運轉。武器是門羅水中導彈和D機關炮。
- 追踪式鑽孔機器（追従式ドリルビーム）

設置在霧門岳火山，用來追踪並逼出藏匿在火山下的怪獸哥爾贊，於第18話燈場。
T.P.C
- 麥格斯動力系統（Maxima Over Drive）

是T.P.C為了即將到來的宇宙時代，所研製的的兩種新航法之一，由八生納判所開發。
原理是利用質子和反質子之間發生湮滅，變成光子，利用湮滅產生的能量作為推動力。
- 超效率噴射發動機系統—— WING系統

是T.P.C因考量研發各類載具的動力，由樫村麗子所開發的發動機系統
後被廣泛用於勝利系列及其他高性能戰機上。
- DCS

第4話中出現的防禦控制系統，由江崎博士研發。
戰機
- TPC1（TPC輸送機）

運送總監和參謀等乾部的專機。在某些場合下，也作為指揮基地，或發揮物資運輸及救援等功能。
曾被丹後雄二用於偷運迪卡之地的石像碎片。
- 汎用機

運送TPC成員和各種設備到事件現場及每個分支機構的運輸機。
- 運輸機

在運輸大型設備和大量成員時使用的飛機。
- 吉普他3號（ジュピター3号）

由江崎博士研發的木星探測機。
在前往木星探索的途中被宇宙生命體吸附成為立加德隆，連同包含江崎博士的三名船員都未能倖免遇難。
- 羅慕路斯號（ロムルス号）

TPC宇宙開發中心所轄太空船。主要為2人駕駛，
曾因伊路德人的實驗入侵，導致船員城崎仁被同化為伊路德人，墜機於第4區的第13點處。
- 卡羅飛行艇（ロムルス号）

T.P.C月球迦羅瓦基地配備的高性能機種。可以自由地在大氣層內外活動，
可乘坐兩人。白色為早手晨的座機，柳橙色為岸永副隊長的座機，武器是4門火箭炮。
車輛
- 戰車（TPC中型戦車、装甲戦車）

TPC所大多配備的戰車。某種角度上又有點軍備擴充的象徵性意義
配備有強大火力的大砲，但作為常規武器，卻免不了充當如哥爾贊等怪獸誘餌的目標。
其中装甲戦車則被配置火炎放射器。
- 馬格納斯1號、克拉法斯2號（マグナス1、グラバス2）

為了消除戈爾德拉斯所產生的時空界而出動的特殊車輛。
馬格納斯1號發射反磁力，克拉法斯2號發射放射性反重力波，二者相互作用產生反時空界能量。
其他
- 龍宮（りゅうぐう）

TPC海洋調査班的深海探査艇，曾在南太平洋海域發現露露耶遺跡。

## 本作登場的怪獸・宇宙人
超古代怪獸
本作登場的特殊怪獸，是三千萬年超古代文明棲息的生物種族，也是造成超古代文明滅亡的元兇之一，其生物的身體皆具有類似岩石盔甲的外觀，其怪獸的出現標示著世界和平的崩裂，更使抱持著和平理念的TPC開始擴充軍力以備外敵的矛盾，對於Neo Frontier Space的歷史產生了很大的影響。
- 超古代怪獸哥爾贊（Golza）

在蒙古高原甦醒的怪獸，是超古代時期時數量非常龐大的生物種族，稱之為「動搖大地的怪獸」，過去超古代巨人們展開過激烈的戰鬥，但大部分哥爾贊都被光之巨人打敗。在第1話中，她從蒙古地下移動到秋田市近郊後，與美爾巴前往迪卡之地企圖摧毀3尊巨人石像，當與復活的迪卡戰鬥時被打敗後，鑽到地底的哥爾贊則潛入霧門岳地底，積蓄火焰岩漿能量強化自己，並在第18話以強化姿態現身，最後被迪卡打敗後被扔進火山口。隨後死於火山爆發，在續作《帝納》再度登場。
身高：62公尺
體重：6萬8千噸
登場話數：1、18
- 超古代鳥美爾巴（Melba）

在復活節島甦醒的鳥類怪獸，與哥爾贊同樣是3千萬年前的怪獸，稱之為「使天空崩裂的怪獸」。並以6馬赫速度在空中飛行，前往日本的迪卡之地與哥爾贊企圖摧毀3尊巨人石像，當他與復活後的迪卡進行對戰後，最後則遭到打敗，並被變幻成天空型的迪卡擊殺。
身高：57公尺
體重：4萬6千噸
登場話數：1
- 超古代怪獸加魯拉（Galra）

全身覆蓋著如同鎧甲般堅硬的外殼的怪獸，武器為頭角部分發射出的熱線，將人類文明破壞殆盡為目的的強敵，最後被迪卡使用哉佩利敖光線擊中喉嚨而死亡。
身高：59公尺
體重：5萬9千噸
登場話數：39
- 超古代狛犬蓋迪（Guardie）

與第四位巨人石像一同長眠熊本市地底遺跡的守護神怪獸，個性溫馴、副有著彩色計時器，有為了阻止主人的暴走而與被電死的小狗同化復活，然而卻被失控的邪惡迪卡無情地襲擊，並在迪卡面前殘忍被殺死，遺骸被迪卡運到宇宙，小狗的靈魂最後則被迪卡獲救並重生。
身高：52公尺
體重：4萬9千噸
登場話數：44
- 超古代植物齊杰拉（Gijela）

從超古代遺跡復活，預言著人類滅亡而綻放的巨型植物，是毀滅三千萬年前超古代文明的元兇之一，散播出的花粉可使人類沉醉於無盡的歡樂中，但是一旦人類上癮就會非常依賴，進而在戰爭與爭鬥中迷失自己，加快人類走向毀滅的結局，其提煉出來的精華液可以能保持人類腦細胞永久活躍。在陽光下非常活躍，但是當太陽落下後活動就會變弱，最終被迪卡使用高熱爆破將本體一起燒盡，其他開放的齊杰拉花朵也隨著母體的死亡枯萎，徹底滅絕。
身高：53公尺
體重：4萬2千噸
登場話數：45
- 超古代尖兵怪獣佐加（Zoiger）

從紐西蘭海上的超古代遺跡拉萊耶誕生，為了幫助黑暗的支配者卡達諾佐亞消滅迪卡，讓世界陷入黑暗為目復活的群體怪獸，稱之為「恐怖的邪惡之翼」。血液是混濁的黃綠色，能夠使用紅色翅膀進行超高速飛行，並從口中吐出的光彈破壞了世界各地如雪梨、紐約等著名的國際城市，殘留的個體最後隨著卡達諾佐亞的戰敗也一起死亡。
身高：55公尺（成體）
體重：4萬8千噸（成體）
登場話數：50、51、52
- 邪神（Evil God Gatanothor）

本劇的最終敵役角色，是擁有著「黑暗的支配者」之稱、超古代文明滅亡的元兇，擁有著卷貝般堅硬的外殼，裡面長著無數能吸收能源的觸手和巨型鉗。三千萬年前使用齊杰拉迷亂人類心智，使光之巨人離開了地球後，入侵並毀滅了超古代文明統治了世界，之後長期沉睡在太平洋海底的超古代遺跡拉萊耶中，並在2010年復活，釋放出攜帶電離子的黑霧將整個地球籠罩在一片黑暗之中，順帶摧毀了TPC遠東總部基地與所有的城市，並加以奪走了迪卡的光，使迪卡再次變回了石像，最後在藉由人類的希望所復活的閃耀迪卡，與全世界的孩子一同發出光線後，被徹底遭到毀滅。
其名稱與設定來源於克蘇魯神話中的舊日支配者——加塔諾托亞（Ghatanothoa）。
身高：200公尺
體重：20萬噸
登場話數：51、52
其他怪獸
- 岩石怪獸加庫瑪（Gakuma）

居住在西南諸島·久良良島上採石場地底的怪獸，作為傳說中生產石頭的「神獸」而被島上居民流傳著，在本傳中共有兩隻個種出現，一隻角為（α/阿爾法），兩隻角的叫作（β/貝塔），並擁有通過石化光線將目標變為石頭，或是角中發出電擊，從背部放出破壞光線的能力，由於人類大量挖掘自己儲存的石頭而發怒，因此而出現在採石場出現襲擊作業員，最後則遭到迪卡的消滅。在第35話根據TPC的說法，它們後來也被歸類為超古代怪獸，但具體情況不得而知。
身高：58公尺（α）、59公尺（β）
體重：5萬6千噸（α）、5萬8千噸（β）
登場話數：2
- 复合怪兽立加德隆（Ligatron）

沒有感情和實體、在宇宙中徘徊的未知能量體，附在木星探測船木星3號的太空人身上，讀取了太空人們的感情而創造出的怪獸，最後內部能源被三名找回意志的太空人奪走後成為空殼狀態，被迪卡摧毀，在TPC編年史中曾被提及與宇宙球體索菲亞有同種生物反應，疑似為索菲亞合成獸。
身高：65公尺
體重：7萬7千噸
登場話數：4
- 殭屍怪獸西利贊（Sealizar）

出現於靜岡縣北川市海岸的巨大生物屍體，在GUTS起吊移動作業的過程中從高空落下而再度復活，腹部能吞噬任何能源，口中還能噴出毒氣，後吞噬了天然氣罐後甚至想要吞噬迪卡，但被迪卡引爆了體內的天然氣罐而爆炸死亡，此生物造型參考了瑞洋丸。
身高：65公尺
體重：7萬7千噸
登場話數：5
- 變形怪獸加佐特（Gazort）（CV：佐佐木麻里）

属于居住在电离层的「闪电人」一族，由於人類電磁波的活動影響了闪电人的生存環境而变异产生的怪兽，有类似鱼鳍一样的手，後隨雲繭降臨到地面上，遂於四處破壞建築並傷害人類，於堀井隊員的對話表示將「朋友」定義為「食物」，然而最後則遭到迪卡的擊敗，後因人類更換電磁波的使用方式再次出現，形態變得比以往更巨大更兇惡，並不斷吞噬來往的飛機，同時來到發電廠欲吸收電能，最後則遭到化身為力量型的迪卡擊殺。
身高：59公尺
體重：5萬噸
登場話數：6、15
- 守護怪獸瑪奇那（Makeena）

被異星人少女沙紀呼喚，飛到東京灣的宇宙怪獸，全身上下有著厚實的裝甲，日落時間時全身的盔甲就會關閉並休息，最後帶著沙紀返回宇宙。
身高：59公尺
體重：5萬噸
登場話數：9
- 屏障怪獸嘎地（Gagi）

太古宙潛藏在地球地底的宇宙怪獸，來到地球的目的是為了繁殖，在本作中出現兩隻個體，一隻於遊樂園製作出透明的屏障來劃定自己的狩獵範圍，將小孩用爪子的觸手拖入地下，利用孩子的荷爾蒙孵化自己的卵，最後遭到迪卡消滅，另一隻個體則是居住在作為魔境的獅子鼻樹海，襲擊著誤入的人類，不過最後卻被希尔巴贡咬死。
身高：64公尺
體重：6萬9千噸
登場話數：10
- 异形进化怪兽艾勃隆（Evolu）

真田良介移植了宇宙細胞艾勃隆細胞後的進化體，整個進化過程遭受扭曲。雖然各項能力得到了飛躍性的提升，但是內心的黑暗和極端情緒也被完全擴大，需要大量的電源才能維持生命，最後因自身電力消耗完後死亡，在第47話以幻影形式短暫登場。
身高：53公尺
體重：5萬3千噸
登場話數：11、47
- 深海怪兽雷伊洛斯（Leilons）

棲息於深海中的生物，由於地下核試驗的影響突然變異，而在西太平洋R海域的石油廠附近出現，口中吐出強烈的水流和含有放射性物質的泡沫、怪光線等，也有著能玩弄對手的高智力，最後最後受到迪卡「迪拉修姆光流」的衝擊縮小恢復到原來的樣子，重新回到了海中。
身高：57公尺
體重：2萬5千噸
登場話數：12
- 二面鬼宿那鬼（Sakunaoni）（CV：遠藤守哉）

曾經在宿那山一帶大鬧，有兩張臉的鬼神，被自小就能識別妖魔從而四處除妖的劍客錦田小十郎景龍打敗，將其肉身分割封印在宿那山，由於山中的祠堂奉呈的井龍的刀和雕像被三個小偷偷走，導致宿那鬼的封印被解除，導致宿那鬼的邪氣及怨念逐漸從宿那山中出現從而再度復活，最後錦田的刀出現並將宿那鬼的頭擊碎後使宿那鬼徹底死亡。
身高：58公尺
體重：4萬5千噸
登場話數：16
- 機械人形哥布紐（Gobunyu）（CV：田中亮一）

來自宇宙的機械島，試圖摧毀人類發明的「麥克斯動力系統」為目標的「保障系統」，在本作出現兩個個體，分別為半夜四處遊蕩於大都會，被大量回收到TPC基地，被人們稱為「鋼鐵面具」的小型機械人所合體的基加（ギガ），曾打算採取自殺性爆炸與迪卡同歸於盡，但最後則結果沒能成功，隨後自己自爆。另一個則是出現機械島的奧古瑪（ゴブニュヴァハ ），在迪卡想要離開機械島的時候攻擊，最後被迪卡的哉佩利敖光線毀滅後連同機械島完全遭到消滅，該兵器生物的名稱源自於凱爾特神話的工藝三神之一哥布紐。
身高：58公尺
體重：4萬5千噸
登場話數：19、20
- 吉祥物小怪獸德班（Debans）（CV：高戶靖廣（特別篇））

全名為德班達德班（デバンダデバン），是出身於亞空間，長相呆萌可愛、生性善良的小丑怪獸，雖然沒有攻擊能力，但有著抵消艾能美娜發出的瘋狂電磁波的特殊能力。在加入與馬戲團後與眾成員一起行動，曾為了救出遭受電磁波之苦的迪卡來犧牲自己，但在最後則恢復身體，以全新的身份與其他馬戲團成員繼續巡迴演出。
身高：158公分
體重：98公斤
登場話數：21
- 魔神艾能美娜（Enomena）

邪惡的異次元魔神，從肩膀的角發出怪電磁波可以將人類變得十分狂暴，為了殺死和馬戲團一起演出，同時可以抵消其能力的小怪獸德班而在日本各地出現，最後被迪卡打敗。
身高：54公尺
體重：4萬2千噸
登場話數：21
- 寄生怪兽玛格尼亚（Magnia）

和隕石一同飛到地球，襲擊墜落周邊地區與宇宙觀測中心的宇宙怪兽。平時以霧狀的姿態出現，並透過無數的小型瑪格尼亞來捕獲獵物，附著在村民的脖子控制村民並將村民的生命能源儲藏在隕石內，不過碰到水的話身體就會萎縮，為此討厭河流。當與迪卡戰鬥時，即使受到攻擊，但透過隕石得到足夠的能源毫髮無損，不過當隕石最後被GUTS破壞後力量大減，最後被迪卡以迪拉修姆光流消滅。
身高：66公尺
體重：5萬8千噸
登場話數：22
- 恐龍兵器丸迫奈扎（Weaponizer）

宇宙人那加將白堊紀時期的特暴龍改造成的機械怪獸，共有1號與2號兩款兵器。在恐龍研究中心以裹著冰的狀態被發現，體內被恐龍人伊芙編入了神秘的零件啟動。胸部安裝著能使地球上半數的生物滅絕的中子炸彈，能讓地球上的生物全部滅絕，最後兩款兵器被迪卡放出的「冷凍光線」冰封，並使用光線將腳下的地面陷塌而凹陷在土中爆炸，體內的中子彈則是運到宇宙中扔向那加的宇宙船，最後使用「哉佩利敖光線」引爆而徹底消滅那加。
身高：58公尺（1號）、60公尺（2號）
體重：6萬5千噸
登場話數：23
- 强酸怪兽立特玛鲁斯（Litomalus）

出現在北關東—利戶間市，幾十年來自車輛所累積的廢氣產生的怪獸，以汽車排放的廢氣為食，主要武器為身體中釋放出的強酸噴霧以及長鞭觸手，最後在堀井隊員研製的中和劑作用下使強酸失效，並被天空型迪卡的蘭帕爾特光彈打敗。
身高：51公尺
體重：4萬8千噸
登場話數：24
- 希爾巴貢（Silvagon）

棲息於异空间狮子鼻树海，為了爭奪地盤而和二代嘎地展開激戰的怪獸，輕鬆打碎了二代嘎地的屏障，扯斷了嘎地的鞭子並將其咬死，只能攻擊會動的物體，如果物體不移動的話就完全看不見，最後在迪卡與GUTS的計策下使用燃燒衝擊而成功殺死。
身高：65公尺
體重：7萬5千噸
登場話數：26
- 甲獣乔贝利艾（Jobarieh）

從丘陵地帶住宅區的地下出現的昆蟲型怪獸，全身覆蓋著非常堅硬的裝甲，外表接近鍬形蟲和蟻獅，被認為是「人類犯下的過錯招來的怪獸」，頭部的觸角能發出雷擊和電磁干擾，一出場就將TPC的戰車部隊全部殲滅，最後被迪卡的高熱爆破打敗。
身高：59公尺
體重：5萬噸
登場話數：28
- 变异怪兽莫拉特王（King Molerat）

在別墅動物園附近的牧場內出現，因環境污染而變異巨大化的鼴鼠，由於怕光無法在白天活動，只能在晚上活躍，因為飢餓而打算襲擊牧場內的牛，而後被GUTS和迪卡阻止，最終被迪卡的細胞變換光束將其細胞與原來一樣的比例縮小了，成為了莫拉特，交付給動物園的飼養員山本大叔飼養 。
身高：66公尺
體重：5萬8千噸
登場話數：30
- 人工生命體比佐摩（Bizaamo）

在南極的的隕石中發現，實為來自比佐摩星，透過基因操作而創造的人工生物體，宛如變形蟲外觀的畸形生物，有著電腦和人類知識一樣高度的智力，能夠吸入二氧化碳並產生大量的氧氣，從而使二氧化碳與氧氣的嚴重失調，並依靠電力無限繁殖，正是因為沒有任何思考能力，從而導致了自己母星的滅亡，最後被迪卡的以迪拉修姆光流擊中後爆體而亡。
身高：56公尺
體重：5萬2千噸
登場話數：31
- 怪鳥西拉（Shiela）

根津正親博士的女兒麻美飼養的寵物鳥，由於受到滋爾達氣體的作用而變異為怪獸。為了消滅害死主人麻美的滋爾達氣體而巨大化，最後將所有的滋爾達氣體吸入體內後死亡，被GUTS運往宇宙，其身體化為光，麻美的靈魂一起消失在宇宙中。
身高：62公尺
體重：4萬2千噸
登場話數：32
- 吸血魔獸休拉諾斯（Kyuranos）

被夜間種族們稱為「神」，接二連三的襲擊人類使他們變成吸血鬼的怪物，懼怕陽光和紫外線，同時也能召喚烏雲將周圍的事物籠罩在黑暗中，用巨大的翅膀捲起狂風，最後被迪卡的哉佩利敖光線擊中而焚燒殆盡。
身高：53公尺
體重：4萬6千噸
登場話數：33
- 生物兵器戴西瑪尼亞（Desimonia）

出現於克里莫斯群島上形狀怪異的生物兵器，能夠偽裝成人類的模樣，真身是戴西斯星系人所合體的身姿，形似臟器的部分是其弱點，但可以用裝甲包裹抵禦攻擊，本劇一共出現小型與大型型態的戴西瑪尼亞，最後則被迪卡的哉佩利敖光線與亞特蒂斯號的大砲聯手消滅。
身高：35公尺
體重：4萬4千噸
登場話數：34
- 宇宙鋼鐵龍古瓦木（Guwam）

來自戴西斯星系的宇宙人在崑崙山脈隱藏的生物兵器，目的是吐出能與氧氣結合進而改變大氣組成的紅煙來毀滅地球，被戴西斯星人附身的麗奈隊員則被關在頭部中，最後迪卡以掌擊切割切將裝有麗奈隊員的頭部部分切除後，透過飛燕2號發射的光束打中頭部而爆炸死亡。
身高：65公尺
體重：7萬8千噸
登場話數：35
- 超力怪獸戈爾德拉斯（Goldras）

與希爾巴貢為同一種種族，擁有在48小時內毀滅世界的恐怖能力的時空界怪獸，能夠集中世界各地的神秘地帶磁場，將包含百慕達三角和獅子鼻樹海，全世界各地的神秘地區的磁場都集中到櫻丘，從而扭曲了空間，其能力也能將過去時間線的人類或動物轉移自現代。後在TPC使用的特殊車輛馬格納斯1號、克拉法斯2號發射放射性反重力波下，而顯露出實體，最後藉由飛燕2號的光束射擊下導致頭角被毀，後被迪卡的迪拉修姆光流打敗，出現在人們眼前的過去的人和物體也隨之消失。
身高：70公尺
體重：8萬2千噸
登場話數：36
- 奇獸帝斯蒙（Deathmon）

在發爾頓出現的一個月前以復數形式出現的神秘生物。受到宇宙細菌的感染而突然變異，上擅長使用高濃度的氧氣的攻擊，並且有分身能力，後被GUTS與TPC打敗。
身高：40公尺
體重：1萬5千噸
登場話數：38
- 虛幻怪獸發爾頓（Faldon）

從G14地區出現，如同海市蜃樓一般的怪獸，於實體化後開始破壞活動。在城市破壞的同時製造出在幻影顯現在山中，迷惑出擊的飛燕2號攻擊幻影，最後在入麻隊長告知了實體的位置後，由迪卡的必殺技「蘭帕爾特光彈」擊中而遭到消滅 。
身高：55公尺
體重：5萬7千噸
登場話數：38
- 夢幻怪獸巴克贡（Bakugon）

由宇宙射線「宇宙線摩爾普斯D」對特殊人類的腦波產生反應，從建築設計師生田克摩的夢中實體化出現的怪獸，由於沒有實體，無法從現實世界發起攻擊，最後被夢中世界的迪卡所打敗。
身高：63公尺
體重：0（虛無）
登場話數：40
- 機械生命體法伊巴斯（Bakugon）

由卡蓮（E-90）憤怒的意識變身的機械生命體，試圖操縱TPC的武器裝備消滅人類。更入侵了GUTS基地的電腦系統，在迪卡的戰鬥中分析了的能力讓迪卡陷入了苦戰，之後在矢住隊員的勸說下放棄抵抗，自願被迪卡用哉佩利敖光線打敗。
身高：60公尺
體重：7萬2千噸
登場話數：42
- 地中鯊蓋歐扎克（Geozark）

由柾木慶悟製造的巨大鯊魚型機器怪獸，目的是為了搜索出藏在熊本市地底某處的光之巨人石像以及引誘迪卡，最後被迪卡打敗。
身高：48公尺
體重：5萬3千噸
登場話數：43
- 宇宙蝸牛達利班（Taraban）

在宇宙旅行的宇宙蝸牛，共出現成體與幼體兩隻，其中幼體因聽到江之島電鐵的鈴聲後，誤以為是其母親的聲音，遂來到日本的鎌倉市，害怕的他在被鐵道迷星野發現後，利用融入地下的能力先後躲開人類的追蹤，也能從口中噴出光線毀壞房屋。後來得知事實真相的迪卡，則使用電車把達利班引出地球，使幼體得以與母親團聚。
身高：40公尺（幼）、200公尺（母）
體重：4萬噸（幼）、20萬噸（母）
登場話數：46
- 異形進化怪獸梅塔莫爾加（Metamorga）（CV：佐藤正治）

被植入艾勃隆細胞的猴子實驗體，為了生存下去而變異的個體，需要吸食大量的電力能源或者高純度能源維持生命。擁有強大的怪力以及能咬碎電纜的咬合力，對於人類只有怨恨的感情，最後被迪卡冷凍冰封，運到宇宙爆炸而死亡。
身高：57公尺
體重：4萬9千噸
登場話數：47
- 宇宙恐龍亚那加基（Yanakargi）

查理加回到1965年後，在龍森湖復活的怪獸，被稱作「宇宙第一兇猛怪獸」，實力強大，可使用尾部迴旋打出強力的一擊，但是在圓谷英二導演的希望之下使超人力霸王出現後，最後亞那加基在兩位超人的聯合攻擊下徹底死亡。
身高：58公尺
體重：6萬噸
登場話數：49
宇宙人
關於化身為人類型態的宇宙人，請參考超人力霸王迪卡與超人力霸王帝納角色列表#宇宙人或怪獸。
- 惡質宇宙人雷丘蘭星人（Wicked Alien Reguran）（CV：桑原毅（日语：桑原たけし））

來自奈美西斯星雲第四行星·雷丘蘭星的宇宙人，性格卑劣狡詐，說話時頭部凹陷的部分泛著藍光。能夠雙手發射光線，搭載著朋友和家族的宇宙船向TPC的三角洲宇宙站接近，企圖用離子炮攻擊宇宙站。然而在拋棄家人使宇宙船被毀後，反而以此為由發起侵略，綁架了宇宙空間站技官柳瀨臣與其女兒麗奈隊員，最後在與迪卡戰鬥時，受到了麗奈隊員和柳瀨臣駕駛的飛燕1號攻擊而逆轉了形勢。並被迪卡消滅。
身高：2.4公尺至60公尺
體重：180公斤—5萬2千噸
登場話數：7
- 異次元人基蘭勃（Gilanbo）（飾演者：梛野素子）

來自異次元的怪人，擁有扭曲空間的能力，在萬聖節會以老太太的身份出現給孩子們分發糖果。吃了糖果的孩子們都會被催眠，並開始夢遊；會藉由從孩子的耳朵中吸收孩子們的夢想以獲取能量。被吸取了夢想的孩子全身會變成白色，並被捨棄在「夢想的墓場」中。後在戰鬥中以瞬間移動和分身術和迪卡交戰，最終被迪卡消滅。
身高：56公尺
體重：4萬9千噸
登場話數：8
- 誘拐宇宙人勒比克星人（Raybeak-seijin）（CV：佐藤正治）

來自P43星雲·勒比克星的宇宙人，擁有類似烏鴉的外觀，其母星上生活著和人類相似的生物，被他們當作奴隸來使用。由於熱衷於使用奴隸，導致了母星上的整個奴隸面臨滅亡，為了將地球人作為替補的奴隸而來到地球，擅長肉搏戰，曾與等身大小的迪卡格鬥互角，眼睛能發射紅色光線，最後所搭乘的宇宙船連同兵隊都遭到迪卡消滅。
身高：2.25公尺―2.2公尺
體重：135公斤―130公斤
登場話數：13、42
- 極惡獵人宇宙人木珍星人（Muzan-seijin）（飾演者：婆裟羅天明）

來自木珍星，將其他星球的居民當成獵物捕殺為樂趣的殘忍宇宙人，被稱為惡魔一般殘忍的存在，巨大化後可以變成兩足步行的怪獸，擅長踢出岩石和從頭部的角發射綠色破壞光線攻擊，最後遭到迪卡擊殺。
身高：2.5公尺—66公尺
體重：200公斤—6萬噸
登場話數：14、42
- 斯坦德爾星人雷德爾（Standel-Seijin Redol）（CV：麻生智久）

來自斯坦德爾星的雷德爾族，基本上只能在白天行動的士兵，為了與藍色夜族阿勃巴斯族對抗而來到地球，但被阿勃巴斯打傷後被一位老奶奶收留，而被人類的善良所感動，後來在迪卡打敗阿勃巴斯後，向老奶奶告別而回到自己的星球上。
身高：2公尺
體重：145公斤
登場話數：17
- 斯坦德爾星人阿勃巴斯（Alien Standel Abolbus）（CV：鹽屋浩三）

來自斯坦德爾星的阿勃巴斯族，基本上只能在夜晚行動的士兵，性格好戰，來到地球試圖抓捕格鬥能力較強的人類當作士兵，畏懼光芒，最後迪卡在雷德爾的幫助下將其消滅。
身高：2公尺-54公尺
體重：145公斤-4萬8千噸
登場話數：17
- 侵略宇宙人那坦星人（Alien Natarn）

來自那坦星，為了殺死逃跑的俘虜來到地球，但實力並不強，立刻被迪卡用哉佩利敖光線貫穿身體而死。
身高：55公尺
體重：4萬8千噸
登場話數：29
- 戴西斯星系人（Alien Desimo）（CV：吉本多香美）

本傳24年前（1985年），不明飛行物在亞洲墜落時發現的外星生命體，被TPC稱為未確認生命體「睡美人」，冷凍保存於亞洲某國的舊防衛軍基地中，實為來自戴西斯星系，灰色類型的外星人，能夠化身成生物兵器戴西瑪尼亞，同時也是宇宙鋼鐵龍古瓦木的主人。在2009年再度秘密來到地球，並於克里莫斯諸島放出了戴西瑪尼亞但是作戰失敗。然而被地球防衛軍捕獲的「睡美人」卻恢復了活動，引起幻覺並附身在麗奈隊員身上，隨後化為戴西瑪尼亞附身到古瓦木上並將之激活，最後古瓦木擊敗後發生了什麼不得而知。
身高：105公分
體重：20公斤
登場話數：35
- 馬農星人（Alien Manon）（飾演者：原知佐子、三輪瞳（日语：三輪ひとみ））

幻化成人類，實為來自雷斯卡特星雲·馬農星球的宇宙人，由於所居住的星球開法過度而荒漠化，為了找到適合居住的星球而試圖侵略地球，並綁架了入麻隊長為挾持對象，頭部有六個觸角，臉部為人形，只有兩個手指頭。除了擅長格鬥戰之外，還能用手發射紅色光彈進行攻擊。最後被迪卡擊敗。
身高：2公尺~56米公尺
體重：90公尺~4萬7千噸
登場話數：37
- 寄生宇宙人伊路德人（Irudo）（CV：石川英郎（男）、伊倉一惠（女））

從宇宙飛到地球的人類大小的人型宇宙人，擁有高度的文明和科學能力，不過沒有 "個體 "的概念。飛來地球以「帶著對人類和平的訊息和呼籲人類與伊路德人共同生活。」的名義誘騙人類，以讓地球人變成伊路德人的目的進行侵略，該種族維持的思想是同化，其能夠接觸到觸手的其他生命體則會被同化成為全新的伊路德人，最後巨大化的伊路德人則被迪卡哉佩利敖光線擊殺。
身高：1.8公尺~55公尺
體重：100公尺~4萬噸
登場話數：41

## 主要演員名單
主演
- 圓大梧：長野博（V6）
- 柳瀨麗奈：吉本多香美
- 入麻惠美：高樹澪（日语：高樹澪）
- 宗方誠一：大瀧明利（日语：大滝明利）
- 新城哲生：影丸茂樹（日语：影丸茂樹）
- 堀井政巳：増田由紀夫（日语：増田由紀夫）
- 矢住潤：古屋暢一（日语：古屋暢一）

準主演
- 澤井聰一郎：川地民夫（日语：川地民夫）
- 那原真之：北原弘一（日语：タケ・ウケタ）
- 吉岡徹治：岡部健（日语：岡部健）
- 新城真由美：石橋桂（日语：石橋けい）
- 樫村麗子：北川多香子（日语：北川たか子） （1、2、4、18）
- 八生納判：小倉一郎（日语：小倉一郎）（19、20、50 - 52）
- 丹後裕次：岡村洋一（日语：岡村洋一）（21、35、43、44、52）
- 尤紗蕾 ：長内美那子（日语：長内美那子）（1、2、20、45、50）
- 板橋光夫：高野浩幸（日语：高野浩幸）（3、20、25、52）
- GTV電視台記者：太田久美

客演
- 電視台記者：沼田正治（第1話）
- TPC隊員：ブラッドリー・ワーナー（第1話）
- TPC開發局局員：成田克彦（第1、2話）
- 調査隊隊長：児玉徹（第2話）
- 久良良島碎石現場主任：野村信次（日语：野村信次）（第2話）
- TPC隊員：外島孝一（日语：外島孝一）（第2話）
- 久良良島碎石作業員：明石知也（第2話）
- 主持人山田：藤咲舞（日语：藤咲舞）（第3話）
- 江崎博士：荒谷公之（日语：荒谷公之）（第4話）
- 田坂飛行士：長谷川恒之（第4話）
- 石垣船長：五十嵐三南子（日语：五十嵐三南子）（第4話）
- 宇宙開発局職員：石倉民雄、中川正義（第4話）
- 田坂的妻子：星野光代（日语：星野光代）（第4話）
- 石垣船長的母親：続木博子（第4話）
- 田坂悠太：金澤匠（日语：金澤匠）（第4話）
- 小野田建彥：大谷朗（日语：大谷朗）（第5、33話）
- 上田耕正：西田良（日语：西田良）（第5話）
- 被採訪的人：小松幸雄、塚原孝則、長井真由美、藤原理人、若生恵（第5話）
- 報道特別番組司会：森永徹（第5話）
- 水野隆司：鹿島信哉（日语：鹿島信哉）（第6話）
- 羅莎琳・德霍格斯：雪萊·史維利（日语：シェリー・スゥエニー）（第6話）
- 橫山雅之：石原直哉（第6話）
- 柳瀨臣：荒木茂（日语：荒木しげる）（第7話）
- 麻宮茂樹：池田秀一（第7話）
- 柳瀨麗奈（少女時期）：富田彩夏（第7話）
- 少年：入野自由 、印部良（日语：印部良）、小森谷勇樹、平雄大（第8話）
- 主婦：長岡忍（第8話）
- 異次元魔女：梛野素子（第8話）
- 沙織：伊藤智乃（第9話）
- 作業員：町田政則（日语：町田政則）（第9話）
- 圓大梧（少年時期）：永田貴嗣（第9話）
- 春樹：田中恭平（第10話）
- 阿克：山本祐莉（第10話）
- 真守：柳原悠（第10話）
- 纯也：平野慎也（第10話）
- 真田良介：柚原旬（日语：柚原旬）（第11、47話）
- 伊集院沙也加：島崎路子（日语：島崎路子）（第11、47話）
- 釣魚人：今井清也、穂積美幸（第11話）
- 警備員：飛鳥信（日语：飛鳥信）（第11話）
- 海洋科學研究所所長：越村公一（日语：越村公一）（第12話）
- 新城真一：立川大和（日语：立川大和）（第13話）
- 上班族：平林浩太郎（第13話）
- 露西亚：桂木亜沙美（日语：桂木亜沙美）（第14話）
- 扎拉：鹽谷庄吾（第14話）
- 木珍星人：婆裟羅天明（第14話）
- 露西亚（特技）：梛野素子（第14話）
- 旭岳远足者：浦崎宏（第14話）
- 青木拓磨：青木拓磨（日语：青木拓磨）（友情出演 / 第15話）
- 空中小姐：根本貴美子（日语：根本貴美子）（第15話）
- 警官：堀井雅史（第15話）
- 上村：鄉田穗積（第16話）
- 太田：平光琢也（日语：平光琢也）（第16話）
- 錦田小十郎景竜 ：川崎博司（第16話）
- 山田巡査部長：加藤茂雄（日语：加藤茂雄）（第16話）
- 巡査：志村知幸（日语：志村知幸）（第16話）
- 関口：吉尾康秀（日语：吉尾康秀）（第16話）
- 老奶奶：東静子（日语：東静子）（第17話）
- 动作演员・星：星雷童（第17話）
- 拳击手秀：那須正成（第17話）
- 培训师：鈴木理香子（第17話）
- 新闻解说员：幸野賀一（日语：幸野賀一）（第17、18話）
- 暴徒：林田直樹、後藤香織（第17話）
- 兄妹的母親：井手さくら子（第17話）
- 玩电子游戏的兄弟姐妹：浅野大（日语：浅野大）（兄）、黒川芽以（日语：黒川芽以）（妹）（第17話）
- 宮澤局長：滝川潤（日语：滝川潤）（第18話）
- 記者：山崎夏菜（日语：山崎夏菜）（第18話）
- 桑畑町・町民：川口節子（日语：川口節子 (1941年生)）、門脇三郎（日语：門脇三郎）（第18話）
- TPC隊員：笈田雅人（日语：笈田雅人）（第18・36話）
- 避難民眾：長谷川圭一（第18話）
- 目撃者：杉山綠（演員）（日语：杉山みどり）（第19話）
- 「愉快的朋友」團長：六平直政（日语：六平直政）（第21話）
- 「愉快的朋友」團員：大山剛、中嶋修武（日语：中嶋修武）、所博昭（日语：所博昭）（第21話）
- 江崎滿：早勢美里（日语：早勢美里）（第22、47話）
- 女子：鈴木彩野（第22話）
- 父親：黒澤初徳（第22話）
- 亞當：松田洋治（第23話）
- 夏娃：岡野里（日语：おかのみさと）（第23話）
- 草薙雄也：利倉大輔（第24話）
- 巡査：小松正一（日语：小松正一）（第24話）
- 雄也の友達：松本俊、太田武範（第24話）
- 草薙由香：塚田唯依（第24話）
- 公民館職員：仁藤明彦、藤原亜季（第24話）
- 修理工：木下隆康、矢神新太郎（第24話）
- 避難民：大子町黒沢居民（第24話）
- 三浦智樹：辻和希（第25、51、52話）
- 大沼慶子：春菜千廣（第25、52話）
- 記者：観崎美和（第25話）
- 三浦順江：風見章子（日语：風見章子）（第25話）
- 馬場：山內敏男（日语：山内としお）（第26話）
- 馬場理惠：中武佳奈子（日语：中武佳奈子）（第26話）
- 馬場田：小出達也（第26話）
- 馬場深雪：兒島美雪（日语：児島美ゆき）（第26話）
- 奧比克：赤星昇一郎（日语：赤星昇一郎）（第27話）
- 出租車司機：山根久幸（日语：山根久幸）（第27話）
- 野次馬：安西一義、藤田典子、丸山秀也（第27話）
- 青年：深山陽右（第27話）
- 記者：河本鈴子（第27話）
- 和尚：北相馬宏（日语：北相馬宏）（第27話）
- TPC隊員：小笠原央、中坪裕孝（第28話）
- 克里斯瑪雅：田中規子（日语：田中規子）（第29話）
- 經紀人：田島真吾（第29話）
- 經紀人部下：畑野祥二郎（第29話）
- 露營者：高見周（第29話）
- 克里斯瑪雅（少女時代）：織田千雛（第29話）
- 山本：不破萬作（第30話）
- 根津正親：寺田農（第32話）
- 根津麻美：小出由華（日语：小出由華）（第32話）
- 谷口醫生：大矢兼臣（日语：大矢兼臣）（第32話）
- TPC隊員：徳山盛男、渡会良（第32話）
- 教授：高野宏一（日语：高野宏一）（第32話）
- 葉月雪奈：梛野素子（第33話）
- 吸血鬼：白国秀樹（第33話）
- 吸血鬼成員：永嶋美佐子（日语：永嶋美佐子）、大谷智子、宮崎朋江、篠原幸恵（第33話）
- 酒吧老闆：村石宏實（第33話）
- 澤井總監秘書：實相寺吾子（日语：実相寺吾子）（第34話）
- 國際科學論壇成員：克萊門特·亞當森（日语：クレメント・アダムソン）（第34話）
- TPC非洲幹部：薩米·波普（日语：サミ・ポップ）（第34、35話）
- TPC歐洲支部：丹尼爾·埃蒙德（第34、35話）
- TPC北美洲支部幹部：羅伯特·萊勒曼（第34、35話）
- TPC首脳：阿瑟·坦祖裡、比利·喬、弗蘭克·馬丁、大衛·今道、馬修米亞斯·貝根、大衛·曼紐爾、溫斯頓·柯克、大衛·瑞恩、埃蒙·斯坦揚、馬克·默多克、瑪西塔·科格雷、阿明達·拉莫斯、梅森·埃法特（第34話）
- TPC西亞支部代表：王建軍（演員）（日语：王建軍_(俳優)）（第35話）
- TPC南太平洋支部幹部：唐娜·柏克（日语：ドナ・バーク）（第35話）
- 手塚百合：神谷涼（日语：神谷涼）（少女）、中真千子（日语：中真千子）（老年）（第36話）
- TPC隊員：井上英樹、東絵利（第36話）
- 矢住潤（少年時期）：笠原大地（第36話）
- 澀谷：桑原富和（第36話）
- TPC隊員、群眾（2役）：小川知子（日语：小川知子 (アナウンサー)）（TBS）（第36話）
- マノン星人：原知佐子（侍女）、三輪瞳（日语：三輪ひとみ）（令嬢）（第37話）
- 二階堂勉：廣瀬昌亮（日语：廣瀬昌亮）（第37話）
- 毛絨公仔：ちな坊（第37話）
- 辰村参謀：石橋保（日语：石橋保）（第38話）
- 市民：古川九一（日语：古川九一）、玉利祥子（第38話）
- 桐野牧郎：宮下直紀（日语：宮下直紀）（第39、52話）
- OL：柚木佑美（第39話）
- 桐野牧郎（少年時代）：筒井万央（日语：筒井万央）（第39話）
- 新聞解說員：工藤啓子（日语：工藤啓子）（第39話）
- 深田和真：角田英介（日语：角田英介）（第40話）
- 北見智子：大家由祐子（日语：大家由祐子）（第40話）
- 宮川太郎：寺田農（第40話）
- 栗田博士：堀内正美（日语：堀内正美）（第40話）
- 千尋博士：嶋田久作（日语：嶋田久作）（第40話）
- 茶髪青年：浅野忠信（第40話）
- 公寓裡的女人：吉行由実（日语：吉行由実）（第40話）
- 卡洛斯小林：青島健介（日语：青島健介）（第40話）
- 乾清登：冴場都夢（日语：冴場都夢）（第41話）
- 城崎仁：早坂慎太郎（第41話）
- 少年：江口慎典、三浦斗夢（第41話）
- 男：森永徹（第41話）
- 卡奈E90：栗栖雪奈（第42話）
- 加藤：烏干達虎（日语：ウガンダ・トラ）（第42話）
- 摩天輪遊客：高宮哲也、早野実紗（第43話）
- 柾木慶悟：高良隆志（日语：高良隆志）（第43、44、52話）
- 犬：鋁（小犬）（第43、44話）
- 三井冒險樂園（日语：三井グリーンランド）員工：藤瀬裕幸（第43話）
- 陸克：佐渡稔（日语：佐渡稔）（第45話）
- 迪娜：金綱理香（第45話）
- 受到齊傑拉催眠的人士：吉田勲、引野祥子、末永輝香、鈴木勇、服部恵美子、平野克彦、浅川クミ、斎藤功司（父親）（第45話）
- 星野馬次郎：葛茲石鬆（日语：ガッツ石松）（第46話）
- 星野正人：岡本士輝（第46話）
- 江之電電車人員：住若博之（日语：住若博之）（第46話）
- 主婦：長岡忍（第46話）
- 江之電運転手：藤崎卓也（日语：藤崎卓也）（第46話）
- 小學生：北尾亘（日语：北尾亘）、杉田祐紀、遠藤ゆうや、森田雄治（第46話）
- D機関職員：彌吉健生、清水英行（第47話）
- 早手晨隊長：京本政樹（特別友情出演 / 第48、52話）
- 岸永宏治：古河聰（第48話）
- 岡部隊員：悠木真吾（第48話）
- 迦羅瓦基地隊員：井上宗、山崎正裕、岸哲生（日语：岸哲生）、川崎正人、今別府義郎、八多太司、石倉良信（第48話）
- 圓谷英二：瀧田裕介（日语：滝田裕介）（第49話）
- 金城哲夫：沖田浩之（日语：沖田浩之）（第49話）
- 圓谷一（日语：円谷一）：圓谷浩（日语：円谷浩）（第49話）
- 滿田穧：長倉大介（日语：永倉大輔）（第49話）
- 熊谷健（日语：熊谷健）：浅見小四郎（日语：浅見小四郎）（第49話）
- 上原正三（日语：上原正三）：河田裕史（日语：河田裕史）（第49話）
- 『超異象之謎』職員：外島孝一（日语：外島孝一）（第49話）
- 圓谷製作接待員：赤木優（第49話）
- 『超異象之謎』出演者：田丸一男（日语：田丸一男）（毎日放送）（第49話）
- 查理加：町田政則（日语：町田政則）（第49話）
- 圓谷製作専務：原田清人（日语：原田清人）（第49話）
- 『超異象之謎』の職員：渋谷浩康（日语：渋谷浩康）（第49話）
- D3警衛隊：立石さとる（第51話）
- 少年：清水たかし（第51・52話）
- 避難民：二家本辰巳（日语：二家本辰巳）（第51話）
- GUTS wing Blue Tornado：布拉德·利華納（第51話）
- TPC隊員：中村浩二（日语：中村浩二）（第52話）
- 電視播音員：今泉吉孝（第52話）※客串出演

聲演
- 旁白：二又一成
- 超人力霸王迪卡：真地勇志（第4 - 52話）
- 電視節目解說員：真地勇志（第3話）
- 計算機：二又一成（第3話）
- 基里艾爾人：佐藤正治（第3話）
- 連結員：佐藤正治（第4話）
- 加佐特：佐佐木麻理（第6話）
- 雷丘蘭星人：桑原毅（日语：桑原たけし）（第7話）
- 異次元魔女：藤波京子（日语：藤波京子）（第8話）
- 勒比克星人：佐藤正治（第13話）
- ムザン星人：佐藤正治（第14話）
- 宿那鬼：遠藤守哉（第16話）
- 斯坦德爾星人阿勃巴斯：鹽屋浩三（第17話）
- 斯坦德爾星人雷德爾：麻生智久（第17話）
- 機械人形：田中亮一（第20話）
- ナーガ：多岐川圆子（日语：多岐川まり）（第23話）
- ボイスメール着信音：大塚瑞惠（第25話）
- 影法師、証明寫真音聲：市村浩佑（第27話）
- ラジオDJ：桑田真紀（第27話）
- 亞斯迪賽號通信士：風間信彦（第28話）
- 比瑟摩：麻生智久（第31話）
- 報道番組記者：田中秀幸（第34話）
- TPC非洲支部幹部：田中亮一（第35話）
- TPC歐洲支部幹部：龍田直樹（第35話）
- TPC中國支部幹部：増谷康紀（第35話）
- 馬農星人：冨田昌則（日语：冨田昌則）（令嬢）、角秀一（侍女）（第37話）
- TPC隊員：川島千代子、杉山佳寿子（第38話）
- 伊路德人：伊倉一恵、石川英郎（第41話）
- 異形進化怪獸梅塔莫爾加：佐藤正治（第47話）
- 初代超人力霸王：二又一成（第49話）
- 龍宮船員：掛川裕彦（第50話）
- GUTS wing Blue Tornado小隊隊員：塩屋浩三（第51話）
- 避難民眾：伊倉一恵（第51話）
- 海外的孩子：伊倉一恵、大塚瑞恵（第52話）
- 海外的父親：塩屋浩三（第52話）

## 播放列表
以下時間以當地時間（日本時間）為準：
| 日本首播台灣首播     | 集數 | 標題漢譯                                                     | 登場怪獸・宇宙人                                                                                 | 登場怪獸・宇宙人                                                                                 | 登場怪獸・宇宙人                                                                                 | 編劇                         | 導演                | 特攝導演          | 收視率 |
| -------------------- | ---- | ------------------------------------------------------------ | ------------------------------------------------------------------------------------------------ | ------------------------------------------------------------------------------------------------ | ------------------------------------------------------------------------------------------------ | ---------------------------- | ------------------- | ----------------- | ------ |
| 1996/09/071998/04/23 | 1    | 光を継ぐもの光之繼承者                                       | ゴルザ                                                                                           | メルバ                                                                                           | メルバ                                                                                           | 右田昌万                     | 松原信吾            | 高野宏一          | 8.6%   |
| 1996/09/141998/04/30 | 2    | 石の神話石頭的神話                                           | ガクマα                                                                                          | ガクマβ                                                                                          | ガクマβ                                                                                          | 右田昌万                     | 松原信吾            | 高野宏一          | 8.9%   |
| 1996/09/211998/05/07 | 3    | 悪魔の預言惡魔的預言                                         | キリエロイド                                                                                     | キリエロイド                                                                                     | キリエル人                                                                                       | 小中千昭                     | 村石宏實            | 神澤信一          | 6.5%   |
| 1996/09/281998/05/14 | 4    | サ・ヨ・ナ・ラ地球再見了地球                                 | リガトロン                                                                                       | リガトロン                                                                                       | リガトロン                                                                                       | 宮沢秀則                     | 村石宏實            | 神澤信一          | 6.5%   |
| 1996/10/051998/05/21 | 5    | 怪獣が出てきた日怪獸出沒的日子                               | シーリザー                                                                                       | シーリザー                                                                                       | シーリザー                                                                                       | 小中千昭                     | 川崎郷太            | 北浦嗣巳          | 6.5%   |
| 1996/10/121998/05/28 | 6    | セカンド・コンタクト第二次接觸                               | ガゾート                                                                                         | クリッター                                                                                       | クリッター                                                                                       | 小中千昭                     | 川崎郷太            | 北浦嗣巳          | 7.6%   |
| 1996/10/191998/06/04 | 7    | 地球に降りてきた男降臨到地球的外星人                         | レギュラン星人                                                                                   | レギュラン星人                                                                                   | レギュラン星人                                                                                   | 宮沢秀則                     | 岡田寧              | 高野宏一          | 7.1%   |
| 1996/10/261998/06/11 | 8    | ハロウィンの夜に萬聖節的夜晚                                 | ギランボ                                                                                         | 異次元魔女                                                                                       | 異次元魔女                                                                                       | 右田昌万                     | 岡田寧              | 村石宏實          | 8.6%   |
| 1996/11/021998/06/18 | 9    | 怪獣を待つ少女等待怪獸的少女                                 | マキーナ                                                                                         | サキ                                                                                             | サキ                                                                                             | 小中千昭                     | 松原信吾            | 北浦嗣巳          | 8.6%   |
| 1996/11/091998/06/25 | 10   | 閉ざされた遊園地被封閉的遊樂園                               | ガギ                                                                                             | ガギ                                                                                             | ガギ                                                                                             | 川上英幸                     | 松原信吾            | 北浦嗣巳          | 9.2%   |
| 1996/11/161998/07/02 | 11   | 闇へのレクイエム安魂曲                                       | エボリュウ                                                                                       | エボリュウ                                                                                       | エボリュウ                                                                                       | 武上純希                     | 神澤信一            | 神澤信一          | 7.2%   |
| 1996/11/231998/07/09 | 12   | 深海からのSOS從深海來的緊急呼救                              | レイロンス                                                                                       | レイロンス                                                                                       | レイロンス                                                                                       | 兒玉宣久                     | 神澤信一            | 神澤信一          | 8.1%   |
| 1996/11/301998/07/16 | 13   | 人間採集不做奴隸                                             | レイビーク星人                                                                                   | レイビーク星人                                                                                   | レイビーク星人                                                                                   | 河崎実 村石宏實              | 村石宏實            | 村石宏實          | 8.1%   |
| 1996/12/071998/07/23 | 14   | 放たれた標的被流放的目標                                     | ムザン星人                                                                                       | ルシア                                                                                           | ザラ                                                                                             | 中崎一嘉 村石宏實            | 村石宏實            | 村石宏實          | 9.9%   |
| 1996/12/141998/07/30 | 15   | 幻の疾走夢幻疾走                                             | ガゾートII                                                                                       | クリッター                                                                                       | クリッター                                                                                       | 武上純希                     | 川崎郷太            | 高野宏一 川崎郷太 | 7.4%   |
| 1996/12/211998/08/06 | 16   | よみがえる鬼神鬼神醒來                                       | 宿那鬼                                                                                           | 宿那鬼                                                                                           | 宿那鬼                                                                                           | 川上英幸                     | 川崎郷太            | 高野宏一 川崎郷太 | 8.4%   |
| 1996/12/281998/08/13 | 17   | 赤と青の戦い紅與藍的決戰                                     | スタンデル星人 レドル スタンデル星人 アボルバス                                                  | スタンデル星人 レドル スタンデル星人 アボルバス                                                  | スタンデル星人 レドル スタンデル星人 アボルバス                                                  | 宮沢秀則 神澤信一            | 冬木椴              | 神澤信一          | 7.3%   |
| 1997/01/041998/08/20 | 18   | ゴルザの逆襲哥爾贊的反擊                                     | ゴルザ（強化）                                                                                   | ゴルザ（強化）                                                                                   | ゴルザ（強化）                                                                                   | 右田昌万                     | 冬木椴              | 神澤信一          | 6.8%   |
| 1997/01/111998/08/27 | 19   | GUTSよ宙へ・前編奔向宇宙‧前篇                                | ゴブニュ（ヴァハ） ゴブニュ（ギガ） 機械島                                                       | ゴブニュ（ヴァハ） ゴブニュ（ギガ） 機械島                                                       |                                                                                                  | 小中千昭                     | 村石宏實            | 村石宏實          | 8.5%   |
| 1997/01/181998/09/03 | 20   | GUTSよ宙へ・後編奔向宇宙‧後篇                                | ゴブニュ（ヴァハ） ゴブニュ（ギガ） 機械島                                                       | ゴブニュ（ヴァハ） ゴブニュ（ギガ） 機械島                                                       | ゴブニュ（オグマ） キリエル人                                                                    | 小中千昭                     | 村石宏實            | 村石宏實          | 8.5%   |
| 1997/01/251998/09/10 | 21   | 出番だデバン！出場了，德班！                                 | エノメナ                                                                                         | デバン （デバンダデバン）                                                                        | デバン （デバンダデバン）                                                                        | 太田愛                       | 北浦嗣巳            | 北浦嗣巳          | 7.9%   |
| 1997/02/011998/09/17 | 22   | 霧が来る大霧來了                                             | マグニア                                                                                         | 光る隕石                                                                                         | 奇生体 霧                                                                                        | 長谷川圭一                   | 北浦嗣巳            | 北浦嗣巳          | 9.0%   |
| 1997/02/081998/09/24 | 23   | 恐竜たちの星恐龍們的星球                                     | ウェポナイザー1号 ウェポナイザー2号                                                              | アダム イブ                                                                                      | ナーガ                                                                                           | 武上純希                     | 岡田寧              | 大岡新一          | 9.3%   |
| 1997/02/151998/10/01 | 24   | 行け！怪獣探険隊前進！怪獸探險隊                             | リトマルス                                                                                       | リトマルス                                                                                       | リトマルス                                                                                       | 平野靖士                     | 岡田寧              | 大岡新一          | 8.5%   |
| 1997/02/221998/10/08 | 25   | 悪魔の審判惡魔的審判                                         | キリエロイドII                                                                                   | キリエロイドII                                                                                   | キリエル人                                                                                       | 小中千昭                     | 村石宏實            | 村石宏實          | 8.2%   |
| 1997/03/011998/10/15 | 26   | 虹の怪獣魔境彩虹般的怪獸魔境                                 | シルバゴン                                                                                       | シルバゴン                                                                                       | ガギII                                                                                           | 右田昌万                     | 村石宏實            | 村石宏實          | 8.9%   |
| 1997/03/081998/10/22 | 27   | オビコを見た！看見了奧比克！                                 | オビコ（オビコボウシ）                                                                           | オビコ（オビコボウシ）                                                                           | 影法師                                                                                           | 太田愛                       | 川崎郷太            | 川崎郷太          | 8.4%   |
| 1997/03/151998/10/29 | 28   | うたかたの...呼喚的...                                       | ジョバリエ                                                                                       | ジョバリエ                                                                                       | クリッター                                                                                       | 川崎郷太                     | 川崎郷太            | 川崎郷太          | 8.0%   |
| 1997/03/221998/11/05 | 29   | 青い夜の記憶藍色夜晚的記憶                                   | ナターン星人                                                                                     | ナターン星人                                                                                     | クルス・マヤ                                                                                     | 長谷川圭一                   | 原田昌樹            | 大岡新一          | 9.5%   |
| 1997/03/291998/11/12 | 30   | 怪獣動物園怪獸動物園                                         | キングモーラット                                                                                 | キングモーラット                                                                                 | モーラット                                                                                       | 斎藤和典                     | 原田昌樹            | 大岡新一          | 8.1%   |
| 1997/04/051998/11/19 | 31   | 襲われたGUTS基地GUTS基地被襲擊                               | ビザーモ                                                                                         | ビザーモ                                                                                         | ビザーモ                                                                                         | 川上英幸                     | 北浦嗣巳            | 北浦嗣巳          | 8.2%   |
| 1997/04/121998/11/26 | 32   | ゼルダポイントの攻防滋爾達中心的攻防                         | シーラ（シーラキート）                                                                           | シーラ（シーラキート）                                                                           | シーラ（シーラキート）                                                                           | 太田愛                       | 北浦嗣巳            | 北浦嗣巳          | 8.1%   |
| 1997/04/191998/12/03 | 33   | 吸血都市黑暗都市                                             | 美しき夜の種族                                                                                   | 美しき夜の種族                                                                                   | キュラノス                                                                                       | 長谷川圭一                   | 村石宏實            | 村石宏實          | 5.4%   |
| 1997/04/261998/12/10 | 34   | 南の涯てまで南方海峽                                         | 小型デシモニア                                                                                   | 小型デシモニア                                                                                   | デシモニア                                                                                       | 小中千昭                     | 村石宏實            | 村石宏實          | 6.8%   |
| 1997/05/031998/12/17 | 35   | 眠りの乙女沉睡的少女                                         | デシモ星系人                                                                                     | デシモ星系人                                                                                     | グワーム                                                                                         | 小中千昭                     | 石井てるよし        | 大岡新一          | 8.6%   |
| 1997/05/101998/12/24 | 36   | 時空をこえた微笑超越時空的微笑                               | ゴルドラス                                                                                       | ゴルドラス                                                                                       | ゴルドラス                                                                                       | 右田昌万 長谷川圭一          | 石井てるよし        | 大岡新一          | 7.0%   |
| 1997/05/171998/12/31 | 37   | 花                                                           | マノン星人                                                                                       | マノン星人                                                                                       | マノン星人                                                                                       | 薩川昭夫                     | 実相寺昭雄          | 服部光則          | 7.2%   |
| 1997/05/241999/01/07 | 38   | 蜃気楼の怪獣蜃樓裡的怪獸                                     | ファルドン                                                                                       | ファルドン                                                                                       | デスモン                                                                                         | 大西信介                     | 川崎郷太            | 川崎郷太          | 6.7%   |
| 1997/05/311999/01/14 | 39   | 拝啓ウルトラマン様您好超人力霸王                             | ガルラ                                                                                           | ガルラ                                                                                           | ガルラ                                                                                           | 長谷川圭一                   | 川崎郷太            | 川崎郷太          | 5.8%   |
| 1997/06/071999/01/21 | 40   | 夢                                                           | バクゴン                                                                                         | バクゴン                                                                                         | バクゴン                                                                                         | 薩川昭夫                     | 実相寺昭雄          | 服部光則          | 6.6%   |
| 1997/06/141999/01/28 | 41   | 宇宙からの友從宇宙回來的朋友                                 | イルド                                                                                           | イルドの塔                                                                                       | 巨大脳                                                                                           | 太田愛                       | 北浦嗣巳            | 北浦嗣巳          | 5.2%   |
| 1997/06/211999/02/04 | 42   | 少女が消えた街少女消失的街道                                 | カレン-E90 ファイバス（サタンファイバス） バーチャルムザン星人 バーチャルレイビーク星人 ロボット | カレン-E90 ファイバス（サタンファイバス） バーチャルムザン星人 バーチャルレイビーク星人 ロボット | カレン-E90 ファイバス（サタンファイバス） バーチャルムザン星人 バーチャルレイビーク星人 ロボット | 長谷川圭一                   | 北浦嗣巳            | 北浦嗣巳          | 6.1%   |
| 1997/06/281999/02/11 | 43   | 地の鮫地中鯊魚                                               | ゲオザーク                                                                                       | ゲオザーク                                                                                       | ゲオザーク                                                                                       | 小中千昭                     | 村石宏實            | 村石宏實          | 5.4%   |
| 1997/07/051999/02/18 | 44   | 影を継ぐもの影的繼承者                                       | イーヴィルティガ                                                                                 | イーヴィルティガ                                                                                 | ガーディー                                                                                       | 小中千昭                     | 村石宏實            | 村石宏實          | 5.9%   |
| 1997/07/121999/02/25 | 45   | 永遠の命生命永存                                             | ギジェラ                                                                                         | テラ                                                                                             | ヌーク                                                                                           | 右田昌万                     | 松原信吾            | 大岡新一          | 8.2%   |
| 1997/07/191999/03/04 | 46   | いざ鎌倉！目標鎌倉！                                         | タラバン                                                                                         | タラバン                                                                                         | タラバン                                                                                         | 右田昌万                     | 松原信吾            | 大岡新一          | 6.5%   |
| 1997/07/261999/03/11 | 47   | 闇にさようなら告別黑暗                                       | メタモルガ                                                                                       | エボリュウ（精神体）                                                                             | エボリュウ（精神体）                                                                             | 長谷川圭一                   | 石井てるよし        | 佐川和夫          | 5.9%   |
| 1997/08/021999/03/18 | 48   | 月からの逃亡者從月球來的逃亡者                               | メンジュラ                                                                                       | メンジュラ                                                                                       | メンジュラ                                                                                       | 右田昌万                     | 石井てるよし        | 佐川和夫          | 6.2%   |
| 1997/08/091999/03/25 | 49   | ウルトラの星                                                 | 超人力霸王                                                                                       | ヤナカーギー                                                                                     | チャリジャ                                                                                       | 上原正三                     | 原田昌樹 満田かずほ | 北浦嗣巳 高野宏一 | 5.4%   |
| 1997/08/161999/04/01 | 50   | もっと高く！〜Take Me Higher!〜飛得更高！～Take Me Higher!～ | ゾイガー                                                                                         | 無                                                                                               | 無                                                                                               | 小中千昭                     | 原田昌樹            | 北浦嗣巳          | 4.4%   |
| 1997/08/231999/04/08 | 51   | 暗黒の支配者黑暗的統治者                                     | ゾイガー                                                                                         | ガタノゾーア                                                                                     | 無                                                                                               | 小中千昭 長谷川圭一 右田昌万 | 村石宏實            | 神澤信一          | 5.4%   |
| 1997/08/301999/04/15 | 52   | 輝けるものたちへ致意輝煌的人                                 | ゾイガー                                                                                         | ガタノゾーア                                                                                     | キリエル人                                                                                       | 小中千昭 長谷川圭一 右田昌万 | 村石宏實            | 神澤信一          | 5.0%   |

## 音樂
片頭曲
- 「TAKE ME HIGHER」

- 作詞・作曲：珍妮佛·巴汀 (Jennifer Batten)、亞伯多·艾米里歐·康提尼 (Alberto Emilio Contini)、戴夫·羅傑斯（Giancarlo Pasquini）
- 日語作詞：鈴木計美（播出時字幕為「作詞：鈴木計見、作曲：PASQUINI-BATTEN-CONTINI」）
- 編曲：星野靖彦
- 演唱：V6（avex trax）
- 弦樂編曲：萩田光雄（僅於單曲及V6精選輯中標記）
- 和音編曲：鈴木弘明（僅於單曲及V6精選輯中標記）

片尾曲
- 「Brave Love, TIGA」

- 製作人：岸谷五朗（片中字幕未標記）
- 作詞：中野
- 作曲：和佐田
- 編曲：福田裕彦
- 演唱：地球防衛団（エアーズ）
  - 團長：岸谷五朗
  - 團員：宇都宮隆、唐澤壽明、木根尚登、太陽廣場中野君、寺脇康文、西村雅彦、和佐田達彦、河合靖夫
  - パトリック・ボンマリート、方奇末吉、福田裕彦、（石塚英彦、恵俊彰）

### 插入歌
- 「Be My Baby」（第29話使用）

原曲：羅尼特組合「Be My Baby」
歌：須藤仁美（日本コロムビア）
- 「青い夜の記憶」（第29話使用）

原曲：普洛柯哈倫「A Whiter Shade of Pale」
作詞・作曲：G.BROOKER.K.RED
歌：須藤仁美（日本コロムビア）
サウンドトラックアルバム『ウルトラマンティガ MORE MUSIC COLLECTION』に収録。
- 「ULTRAMAN・LOVE FOR CHILDREN(樂隊版本)」（第49話使用）

作曲：日野皓正
- 「TAKE ME HIGHER (NEW ALBUM MIX)」（最終話使用）

- 作詞・作曲：Jennifer Batten、Alberto Emilio Contini、Giancarlo Pasquini、日語作詞：鈴木計美（播出時字幕為「作詞：鈴木計見、作曲：PASQUINI-BATTEN-CONTINI」）
- 編曲：星野靖彦
- 演唱：V6（avex trax）

### 各國主題曲
- 「目覚めよウルトラマンティガ」（僅於海外版本放映/日本串流平台上架版使用）

- 作詞：原彰孝
- 作曲・編曲：原文雄
- 歌：ボイジャー

- 台灣版片頭曲（華視）：「壞東西」

- 作詞、演唱：劉德華
- 作曲：高楓
- 編曲：金培達

- 台灣版片尾曲（華視）：「笨小孩」

- 演唱：劉德華、柯受良、吳宗憲
- 作詞：劉德華
- 作曲：高楓
- 編曲：江建民

- 香港版主題曲（無線電視版本）：「超人的主題曲」

- 演唱：陳奕迅
- 作詞：田中小百合（黃偉文化名）
- 作曲：山本洋太（C.Y.Kong化名）
- 編曲：山本洋太
- 監製：See Wise Productions Ltd

- 曾在兒歌金曲頒獎典禮1999獲得－「十大兒歌金曲」、「兒歌金曲金獎」

- 中國大陸版片頭曲：「奇跡再現」

- 演唱：毛華鋒
- 作詞：張鵬
- 作曲：The Bezz
- 編曲：The Bezz
- 監製：缪森

- 中國大陸版片尾曲：「永遠的奧特曼」

- 演唱：LINE
- 作詞：齊放
- 作曲：齊放
- 編曲：安棟
- 監製：缪森

## 制作團隊
- 製作：圓谷製作、每日放送
- 監修：高野宏一
- 企画：満田穧、丸谷嘉彦、大野実
- 製作人：笈田雅人、諸冨洋史、位下博一
- 副製作人：渋谷浩康、竹田青滋（字幕未列名）
- 導演：村石宏實、松原信吾、川崎郷太、神澤信一、原田昌樹、岡田寧、冬木椴（神澤信一）、北浦嗣巳、石井、实相寺昭雄
- 特技監督：高野宏一、神澤信一、北浦嗣巳、村石宏實、川崎郷太、大岡新一、服部光則
- 編劇：、小中千昭、宮沢秀則、川上英幸、武上純希、兒玉宜久、河崎実、村石宏實、中崎一嘉、神澤信一、太田愛、長谷川圭一、平野靖士、川崎郷太、斎藤和典、薩川昭夫 、大西信介、上原正三
- 音樂：矢野立美
- 超人＆怪獸設計：丸山浩
- 機械＆小配件設計：PLEX
- 造形：開米、
- 操演：亀甲船
- 光學動畫：日本
- 沖片・數位過帶：IMAGICA
- 音響：
- 服裝：東
- 攝影棚：東
- 車輛協力：本田技研工業、

旁白
- 二又一成（香港TVB版配音：陳卓智；香港VCD版配音：劉行;大陆版配音：王玮）

动作演员
- 超人力霸王迪卡：權藤俊輔（複合型、空中型）、中村浩二（複合型、強力型、閃耀迪卡）
- 怪獸、宇宙人：三宅敏夫、北岡久貴、金光大輔、梛野素子、広沢俊、田中晴美、岡野弘之、石塚浩司、高橋広太郎、中元和幸、福田大助、新上博巳、金塚裕、富田正則、角秀一
- 初代超人力霸王（第49集）：権藤俊輔
- 邪惡迪卡（第44集）：中村浩二／權藤俊輔（部分場景）
- 超人力霸王迪卡（戰鬥聲）：真地勇志／長野博（電影版）

## 其他相關媒體

### 外傳
《超人力霸王迪卡·遠古復甦的巨人》（日語：ウルトラマンティガ外伝 古代に蘇る巨人）是由圓谷製作所攝製的特攝電視劇，於2001年1月25日以非戲院首映形式播出。共1話。
概要
本部作品屬《超人力霸王迪卡》外傳，也是該作品的後傳皆前傳形質作品，描述超人力霸王迪卡於5000年前繩紋時代活躍的故事，此外在本劇有多個參與平成三部曲的配角演員復出。
故事大綱
2038年，圓翼是 New super GUTS的訓練生，亦是大梧之子。在飛行訓練時被捲入扭曲的時空中，而前往古代的日本（距今5000年前）。在古代，他遇到了邪惡的闇之能力者操控怪獸攻擊「迪迦之村」，小翼回憶起母親過往口頭敘述的故事，而使用神光棒變身成迪卡與之交戰，但因為他並不是真正的光之繼承者，所以超人力霸王迪卡的戰力始終無法盡情發揮，與怪獸戰鬥時相當吃力。在「迪卡之村」生活的阿姆伊，為了守護「迪卡之村」挺身而出使用神光棒變身為迪卡。
主要角色
製作人員
- 制作：円谷一夫
- 監修：高野宏一
- 企画：滿田穧、川城和実（萬代影視）
- プロデューサー：小山信行、河野聡（萬代影視）
- 脚本：山本優
- 原案：村石宏實
- 文芸協力：江藤直行
- 音楽製作人：玉川静
- 音楽：矢野立美
- 撮影：大岡新一、倉持武弘
- 照明：高野和男、佐藤才輔
- 助監督：石川整、近藤孔明
- 美術：小出憲、寺井雄二
- 録音：細井正次
- 操演：根岸泉
- 擬闘：高橋伸稔
- 制作担当：中井光夫
- 圖片板/設計：奥山潔
- 編集：佐藤康雄、冨永美代子
- VFX製作人：田代定三
- 製作人補：表有希子、高野仁志（萬代影視）
- 監督、特技監督：村石宏實
- 製作：圓谷製作、萬代影視

主題曲
「鼓動〜for TIGA〜」
作詞：KATSUMI / 作編曲：大門一也 / 歌：Project DMM / 発売：日本コロムビア

### 其他相關
漫畫
- 《超人力霸王迪卡：到鎌倉去！》（ウルトラマンティガ いざ鎌倉!）（內山守（日语：内山まもる）繪・1997年出版）

於宇宙船 VOL.81（1997年夏号）刊載，電視版第46話「到鎌倉去！」的漫畫化。
- 《超人迪卡》（ウルトラマンティガ）（邱福龍、黃玉郎繪・1998年出版）

圓谷授權作品，曾在黑马漫画以英語形式發行，共10回。
整體風格與TV版差距不大，但在內容與人設情節上做出了顛覆性的杜撰。甚至改變了多位角色的人物性格。
小說
《超人力霸王迪卡·白狐森林》（ウルトラマンティガ 白狐の森）
2000年出版，川上英幸著・以TV版第16話登場的錦田小十郎景龍和上村為主角，並與復活的惡魔鬥爭的故事，也是該話的後日談。
《深淵漫步》（深淵を歩くもの）
2001年出版，由徳間デュアル文庫發行之小中千昭短篇集系列，其中兩篇故事與《超人力霸王迪卡》擁有密切關係。
《炎魔人》
首度於1997年講談社發行的《電視雜誌特別編輯·超人力霸王迪卡》登載，描述編劇小中千昭於1986年遭遇基里艾洛德人的故事。
《深淵漫步》
首次於1998年文華社出版的《恐怖浪潮》第一期登載，此作雖與TV版無間連性，但作品中暗示了出現在主要故事中的邪神加坦杰厄和佐加的存在。
《超人力霸王迪卡·致輝煌之人》（ウルトラマンティガ 輝けるものたちへ）
2019年出版，小中千昭著，本書並非迪卡後傳，而是總括世界觀的再構築小說作品，並將TPC、GUTS及TV版主要登場的角色增加全新的故事及背景設定。

### 衍生劇
《超人力霸王迪卡：致以光的孩子們》（ウルトラマンティガ ひかりのこどもたちへ）
2001年首次播映，是為了紀念圓谷英二誕辰100週年而製作的天文館放映作品。
時間點分別為2300年未來的火星，以及2019年的地球展開，故事並未有特效效果，而是以靜止畫面逐張投影的形式展開。
故事大綱
2019年，就在全世界都在期待火星瞬間的那天，疲於日常生活的上班族郁來，在公園撿起了迪卡的人偶。
懷念起少年時代的他，突聽到了一個呼喚自己名字的不可思議的少女的聲音。
那一瞬間，迪卡的人偶放出了光芒！
出演
- 瑠璃 - 伊澤麻璃也（日语：伊澤麻璃也）
- 郁來（少年） - 河本紘志

聲演
- 郁來（成年） - 飛田展男
- 謎之聲- 内海賢二
- 播音員- 河内孝博
- 旁白-真地勇志

劇組團隊
- 製作・著作 - 五藤光学研究所、圓谷製作、萬代
- 監督：田中正明
- 音楽：矢野立美
- 主題歌：TAKE ME HIGHER：歌：前田達也、石原慎一、風雅直人

## 海外播放

### 台灣
台灣華視主頻曾於1998年4月23日至1999年4月15日期間每週四下午5時30分以雙語首播日語原音和國語配音版。後來三立都會台亦於1998年5月20日至同年7月31日期間每週一至週五以帶狀方式播出國語配音版。

### 香港
香港無線翡翠台曾於1998年播出粵語配音版。

### 中國內地
中国內地由上海文化广播影视集团于2004年引进，并在上海电视台和随后中國的50多个电视台播出。